# Ovella
Les ovelles o bens (Ovis aries) són una espècie de mamífer artiodàctil remugant de la família dels bòvids. Són animals domesticats que sovint es tenen com a bestiar. N'hi ha més d'un miliard arreu del món. El mascle sencer de l'ovella és un marrà, el mascle castrat és un moltó i les cries són anyells, xais o corders.
Les ovelles probablement descendeixen del mufló d'Armènia i foren domesticades a la regió iraniana. Foren dels primers animals domesticats com a bestiar. Hom en treu llana, carn i llet. La llana d'ovella, que és la fibra animal més usada, se sol obtenir per esquilada. A més a més, es tenen ovelles per la seva moltonina o com a organismes model en la recerca científica.
La ramaderia ovina es practica arreu del món i ha tingut un paper central en moltes civilitzacions. Austràlia, Nova Zelanda, els països de la Patagònia i el Regne Unit són els principals productors d'ovelles.
Sent un animal clau en la història de la ramaderia, les ovelles ocupen un lloc molt important a la cultura humana, al llenguatge modern i en la simbologia. Com a bestiar, solen associar-se amb el simbolisme pastoral i arcadià. Apareixen en molts mites (com ara el Velló d'Or) i grans religions, especialment les abrahàmiques. Tant en els ritus religiosos antics com en els moderns, les ovelles han servit d'animals de sacrifici.

## Nomenclatura
Etimològicament, la paraula que utilitzen els parlants del català prové del mot llatí ovis. L'altre terme que forma el seu nom científic, aries, també prové del llatí i significa ‘marrà’. Aquest terme és l'origen etimològic del mot ariet, a causa del fet que els ariets solien tenir una punta metàl·lica en forma de banyes de moltó que augmentava la potència de l'impacte.
Hi ha diferents paraules per referir-se a Ovis aries en català. Ovella i be porten el significat més ample i es poden utilitzar de manera general; corder, anyell i xai es refereixen a la cria d'ovella que encara no ha arribat a l'edat d'un any; marrà fa referència al mascle sencer de l'ovella i moltó fa referència a un mascle castrat. Una «baciva» és una ovella que no cria o no està fecundada.
Les ovelles reben diferents noms durant el seu cicle vital:
- «Borrecs» o «borregues», de 4-5 mesos fins a 13-14 mesos
- «Primals» o «primales», de 14-15 mesos fins a 20-24 (muden les segones dents)
- «Terçats» o «terçades», des que muden les segones dents fins que els cau la quarta i última dentadura de llet (al voltant de 36 mesos). Aleshores es converteixen en «quartats» o «quartades».[4]

## Descripció

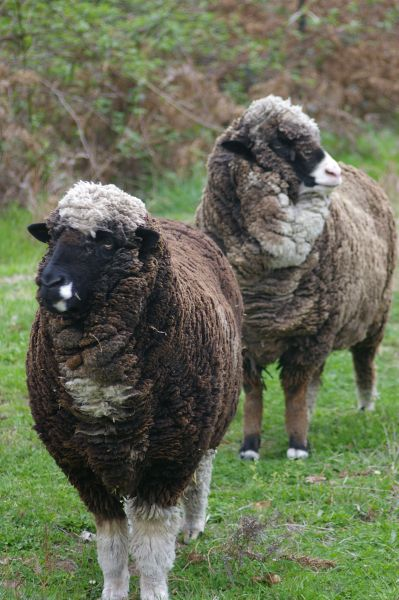
Un parell d'ovelles merines de color a Austràlia

Les ovelles són remugants relativament petits i les seves característiques són unes banyes que formen una espiral lateral i un pèl enrinxolat que rep el nom de llana. Les ovelles domèstiques es diferencien dels seus parents salvatges i avantpassats en diversos aspectes, havent esdevingut especialment neotèniques com a resultat de la influència dels humans. Algunes races primitives d'ovella conserven algunes de les característiques dels seus parents salvatges, com ara cues curtes. Segons la raça, les ovelles poden no tenir banyes, tenir-les en ambdós sexes (com en les ovelles salvatges), o només en els mascles. La majoria de races amb banyes en tenen una única parella.
Una altra característica de les ovelles és la seva gran varietat de coloració. Les ovelles salvatges pràcticament només presenten una varietat de colors marrons. En canvi, el color de les ovelles domèstiques varia del blanc pur a un marró xocolata fosc i fins i tot clapejat o clapat. La selecció en favor de llana blanca fàcil de tenyir començà a principis de la domesticació de les ovelles i com que la llana blanca és un tret dominant, s'estengué ràpidament. Tanmateix, moltes races modernes presenten ovelles de color i podrien aparèixer ovelles negres en un ramat blanc com a tret recessiu. Mentre que la llana blanca és valuosa pels grans mercats comercials, existeix una veta de mercat per la llana de color, principalment per la filatura manual.
L'alçada i el pes de les ovelles depenen de la raça. El ritme de creixement i el pes adult són caràcters que s'hereten i sovint són seleccionats en la cria. Les femelles solen pesar entre 45 i 100 quilograms, mentre que els mascles més grossos pesen entre 45 i 160 quilograms. Les ovelles adultes tenen trenta-dues dents (fórmula dental: I:0/4 C:0/0 P:3/3 M:3/3). Com en altres remugants, les vuit incisives es troben al maxil·lar inferior i masteguen contra un coixinet dur i sense dents al maxil·lar superior, arrancant vegetals. No tenen canines, sinó que hi ha un ample espai entre les incisives i les premolars. Fins als quatre anys (quan ja han sortit totes les dents permanents), és possible determinar l'edat d'una ovella a partir de les seves dents frontals, car cada any surt un parell d'incisives.

Les dents frontals es van desgastant a mesura que les ovelles envelleixen, fent que els sigui més difícil alimentar-se i afectant-ne la salut i productivitat. Per aquest motiu, les ovelles que pasturen vegetals normals comencen a entrar gradualment en declivi a partir dels quatre anys i l'esperança de vida mitjana de les ovelles és d'entre deu i dotze anys, tot i que algunes poden viure fins a vint anys. 

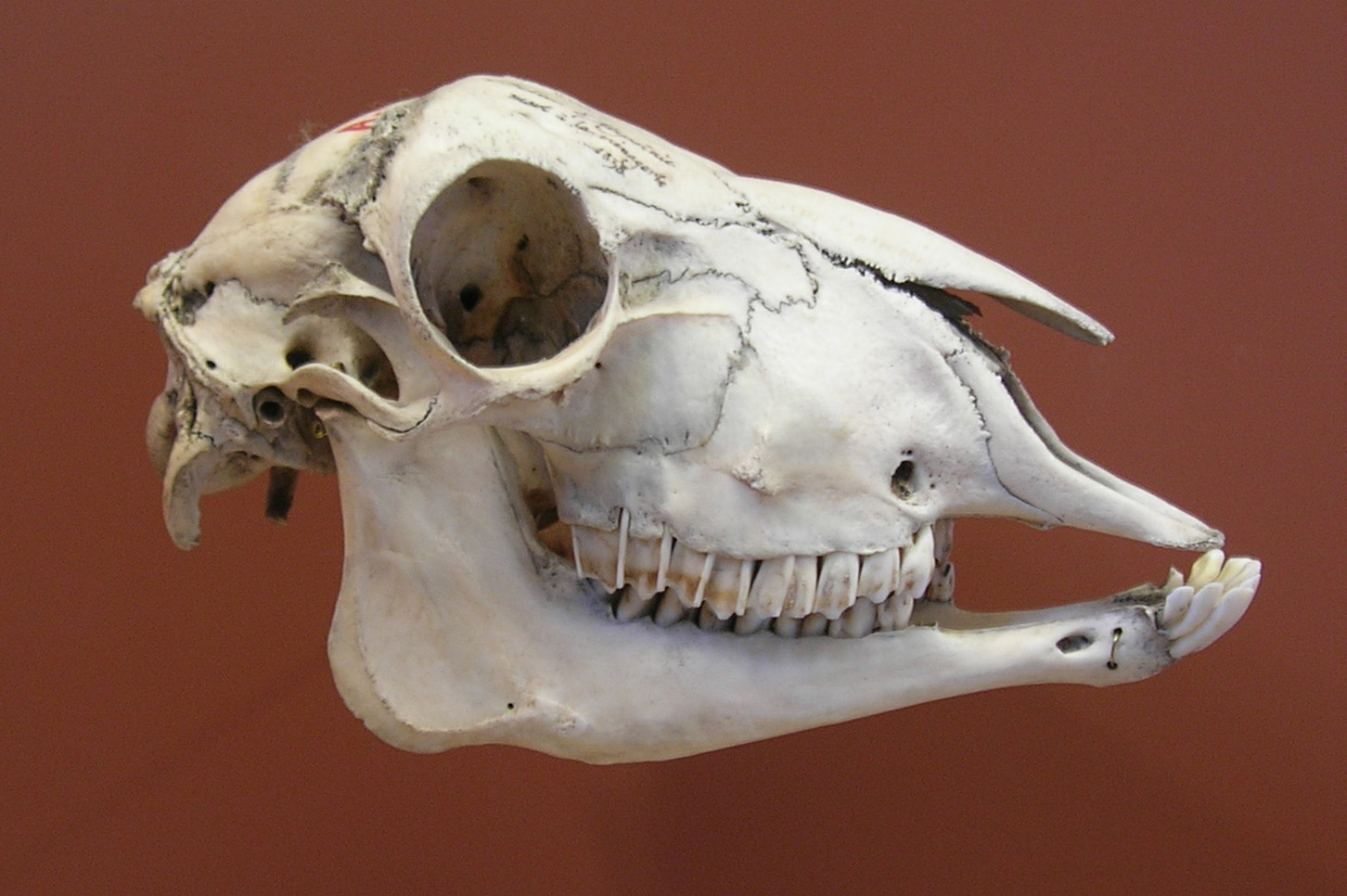
Un crani d'ovella.

Les ovelles tenen un bon sentit de l'oïda i són sensibles al soroll quan se les maneja. Tenen pupil·les horitzontals en forma d'escletxa i una visió perifèrica excel·lent; amb un camp visual d'entre 270° i 320°, poden veure-hi al darrere sense girar el cap. Tanmateix, tenen una percepció de la profunditat pobra; les ombres i els canvis de nivell del terra poden fer-les recular. En general, tenen el costum d'evitar les zones fosques i quedar-se a les zones ben il·luminades. Les ovelles també tenen un excel·lent sentit de l'olfacte i, com totes les espècies del seu gènere, tenen glàndules odoríferes just davant dels ulls i entre els dits. La funció d'aquestes glàndules és incerta, però les de la cara podrien tenir un paper en el comportament durant el festeig. És possible que les glàndules interdigitals també tinguin una funció en l'aparellament, però també se n'han proposat funcions alternatives, com la secreció de residus o un marcador d'olor que ajuda les ovelles perdudes a retrobar el seu ramat.

Les ovelles i les cabres estan estretament relacionades (ambdues són caprins), de manera que pot ser difícil distingir-les a partir de l'aparença. Tanmateix, són espècies diferents, de manera que els casos d'híbrids són rars i els pocs híbrids que hi ha són sempre estèrils. L'híbrid d'una ovella femella i un cabró (una cabra mascle) rep el nom d'híbrid ovella-cabra i no se l'ha de confondre amb la quimera ovella-cabra. Les diferències d'aparença entre les ovelles i les cabres inclouen la barba i el llavi superior dividit exclusiu de les cabres. Les cues de les ovelles cauen cap avall, fins i tot quan són curtes o han estat tallades, mentre que les cues de les cabres es mantenen dretes. Les ovelles sovint manquen de banyes (en els dos sexes o només en la femella), mentre que les cabres que neixen sense banyes són rares (tot i que a moltes cabres els són tallades les banyes). Els mascles de les dues espècies es diferencien en el fet que els bocs adquireixen una olor forta i exclusiva durant l'estre, mentre que els marrans no. 

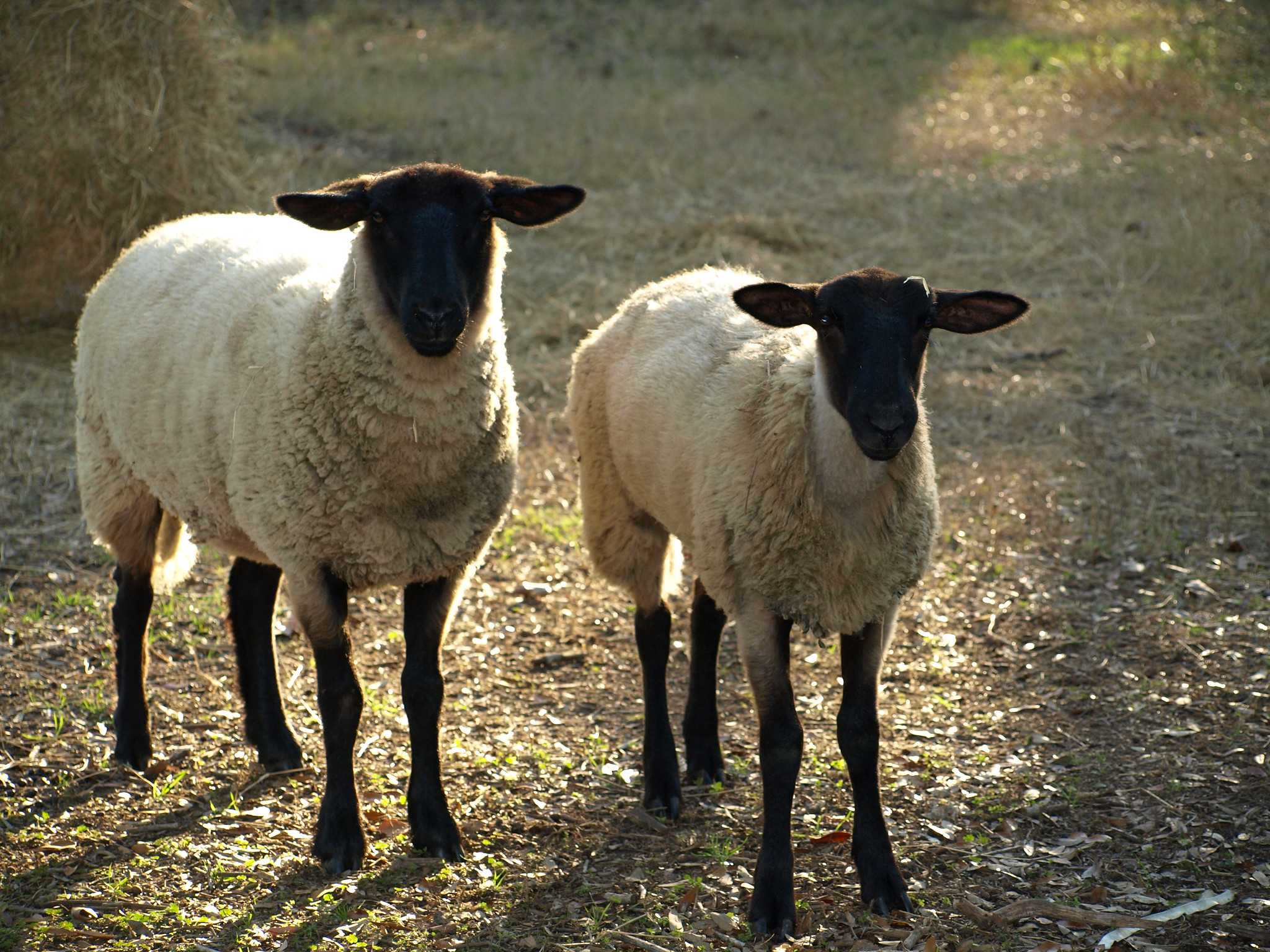
Les ovelles Suffolk són una raça de llana mitjana i de cara negra, criada per la seva carn, que representa el 60% de la població ovina dels Estats Units.

### Races
L'ovella és un animal polivalent i les més de 200 races que n'existeixen actualment foren creades per cobrir diverses necessitats. Algunes fonts indiquen un total de cent races o més, però aquest nombre no és verificable. Gairebé totes les ovelles es poden classificar com a especialment aptes per produir un cert producte: llana, carn, llet, pell, o una combinació en el cas de les races de doble utilitat. Altres trets utilitzats per classificar les ovelles inclouen el color de la cara (generalment blanc o negre), la longitud de la cua, la presència o absència de banyes i la topografia per la qual s'ha desenvolupat la raça. Aquest últim tret és especialment important al Regne Unit, on les races són descrites com a races de terres altes (turons o muntanyes) o de terres baixes. Una de les races més comunes és l'ovella de cua grassa, una ovella de doble utilitat comuna a Àfrica i Àsia que es caracteritza pels grans dipòsits de greix de la seva cua.
També es classifiquen les races segons com d'aptes són per produir un cert tipus de ramats. En general, les ovelles són de raça «de femelles» o de raça «de mascles». Les races de femelles són les que són robustes i tenen bones capacitats de reproducció i maternalització – poden substituir femelles reproductores en els ramats. Les races de mascles són elegides pel seu creixement ràpid i la qualitat de la carn i se les fa criar amb races de femelles per produir xais productors de carn. Les races de terres baixes i de terres altes també es creuen d'aquesta manera, fent criar les robustes femelles de les terres altes amb els mascles, més grans i de creixement més ràpid, de les terres baixes, per produir ovelles que reben el nom de mule. Les mules femelles poden ser creuats amb marrans productors de carn per produir xais de mercat de qualitat. Moltes races, especialment les rares i les primitives, no entren en cap categoria precisa.

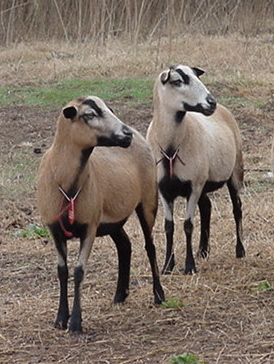
La Barbados Blackbelly és una raça d'ovella peluda d'origen afrocaribeny.

Les races es classifiquen segons el tipus de llana que produeixen. Les races de llana fina són les que tenen una llana molt enrinxolada i densa, preferida per la manufactura de teixits. Moltes d'elles deriven de l'ovella merina i aquesta raça continua dominant la indústria ovina mundial. El rècord de l'ovella més valuosa correspon a un marrà d'ovella merina australià que fou venut per $16.000 AUD. Les races de llana mitjana tenen una llana entre els extrems i generalment són races de producció de carn o races de mascles de creixement ràpid amb cares fosques. Algunes de les races de llana mitjana més importants, com l'ovella Corriedale, són races de doble utilitat, encreuaments de races de llana fina i de llana llarga i foren creades per formar ramats comercials d'alta producció. Les races de llana llarga són les ovelles més grans, amb llana llarga i un ritme de creixement lent. Les ovelles de llana llarga són especialment valuoses per creuar-les amb altres races per millorar-ne les qualitats. Per exemple, l'ovella Columbia fou creada per mitjà d'encreuaments entre mascles d'ovella Lincoln (una raça de llana llarga) i femelles d'ovella Rambouillet (una raça de llana fina).
Les ovelles de llana basta, o de llana de catifa, tenen una llana de mida mitjana-llarga i tosca. Les races tradicionalment usades per produir llana de catifa varien molt, però el requeriment principal és que la llana no es faci malbé amb l'ús intens (com passaria amb la de les races més fines). Alguns ramaders d'aquests tipus d'ovella intenten utilitzar algunes d'aquestes races per altres fins, car la demanda de llana de catifa s'ha reduït. Algunes d'aquestes races sempre han estat principalment productores de carn.
Una classe menys important d'ovelles són les ovelles lleteres. Les races de doble utilitat, que poden tenir una utilitat primària com a productores de carn o de llana, solen tenir una utilitat secundària com a productores de llet, però hi ha algunes races que són utilitzades principalment per munyir-les. Aquestes ovelles produeixen una quantitat de llet més elevada i tenen una corba de lactància lleugerament més llarga. La qualitat de la llet i el percentatge de greix i de proteïnes varien entre les races no lleteres, però el contingut de lactosa no varia.
Un últim grup de races d'ovella són les ovelles peludes, que no tenen llana. Les ovelles peludes s'assemblen a les primeres ovelles domesticades, abans del desenvolupament de les races llanoses i són criades per la seva carn i la seva pell. Pels productors de carn i de pell és més barat tenir ovelles peludes, car no cal esquilar-les. Les ovelles peludes també són resistents als paràsits i el clima calorós.
Amb la posició dominant actual de l'agroindustria corporativa i el declivi de les granges familiars, moltes races d'ovella estan en perill d'extinció. La Rare Breeds Survival Trust del Regne Unit llista 25 races nadiues amb només 3.000 animals registrats i l'American Livestock Breeds Conservancy en llista catorze amb menys de 10.000 animals. La preferència per races amb característiques uniformes i un creixement ràpid ha limitat les races relíquies als marges de la indústria ovina. Les que queden es mantenen gràcies als esforços d'organitzacions per la conservació, registres de races i grangers individuals que es dediquen a preservar-les.

#### Races dels Països Catalans
- Ovella barberina
- Ovella cartera
- Ovella fardasca
- Ovella guirra
- Ovella maellana
- Ovella rasa
- Ovella ripollesa
- Ovella segurenya
- Ovella tarragonina
- Ovella xisqueta

## Dieta

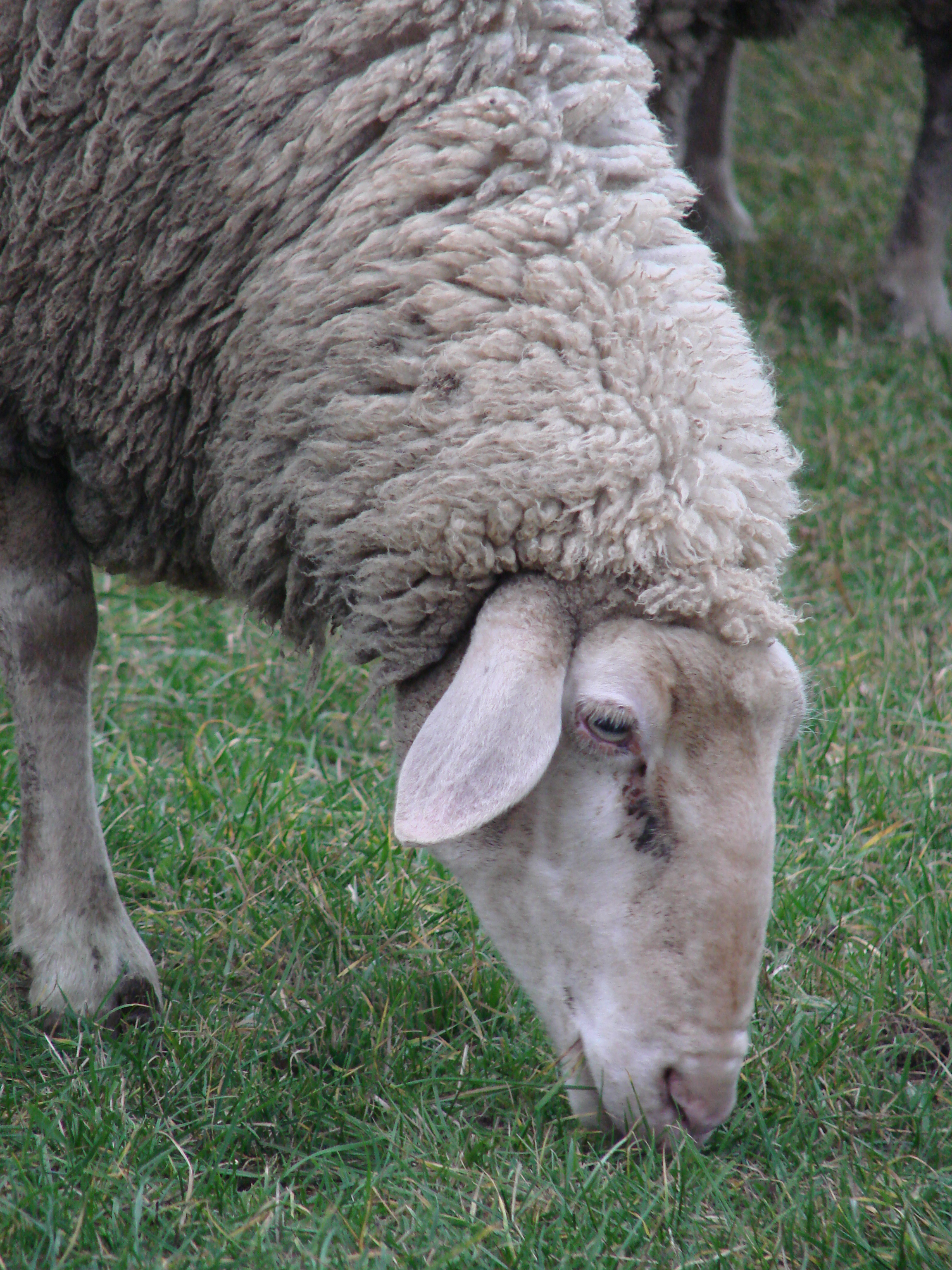
Una ovella pasturant

Les ovelles són mamífers exclusivament herbívors. Com tots els remugants, tenen un complex aparell digestiu compost de quatre cambres que els permet convertir la cel·lulosa de les tiges, fulles i beines de llavors en carbohidrats més senzills. Quan pasturen, la vegetació és mastegada fins que es converteix en un bol, que després passa a la primera cambra: el rumen. El rumen és un òrgan d'una capacitat de 19-38 litres que fermenta l'aliment mitjançant una relació simbiòtica amb els bacteris, protozous i rents de la flora intestinal. El bol és regurgitat periòdicament a la boca per tornar a ser mastegat i salivat. La masticació de l'aliment regurgitat és una adaptació que permet als remugants pasturar més ràpidament al matí i acabar de mastegar i digerir el menjar més tard durant el dia. Això és útil car el pasturatge, que requereix abaixar el cap, fa les ovelles vulnerables als depredadors, mentre que mastegar el bol no.
Durant la fermentació, el rumen produeix gas que s'ha d'expulsar; trastorns de l'òrgan, com ara canvis sobtats en la dieta d'una ovella, poden causar malalties potencialment fatals com ara la meteorització. Després de la fermentació al rumen, l'aliment passa al reticle i el llibret. Aliments especials com els grans poden passar del rumen. Després de les tres primeres cambres, l'aliment passa al quall per acabar la digestió abans de ser processat pels intestins. El quall és l'única de les tres cambres que és anàloga a l'estómac humà (sent l'única que absorbeix nutrients per utilitzar-los com a energia) i a vegades rep el nom d'estómac autèntic.
Les ovelles són animals diürns que s'alimenten des de l'alba fins que es pon el Sol, parant esporàdicament per descansar i mastegar el que han regurgitat. La pastura ideal per les ovelles no és una herba semblant a la gespa, sinó un conjunt d'herbes, llegums i fòrbies. Els tipus de terreny on es crien les ovelles varien molt i van des de pastures sembrades i millorades expressament fins a terres aspres no millorades. Les plantes comunes que són tòxiques per les ovelles es troben a gran part del món i inclouen (però no es limiten a) el roure i les glans, el tomàquet, el teix, el ruibarbre, la patata i l'azalea.

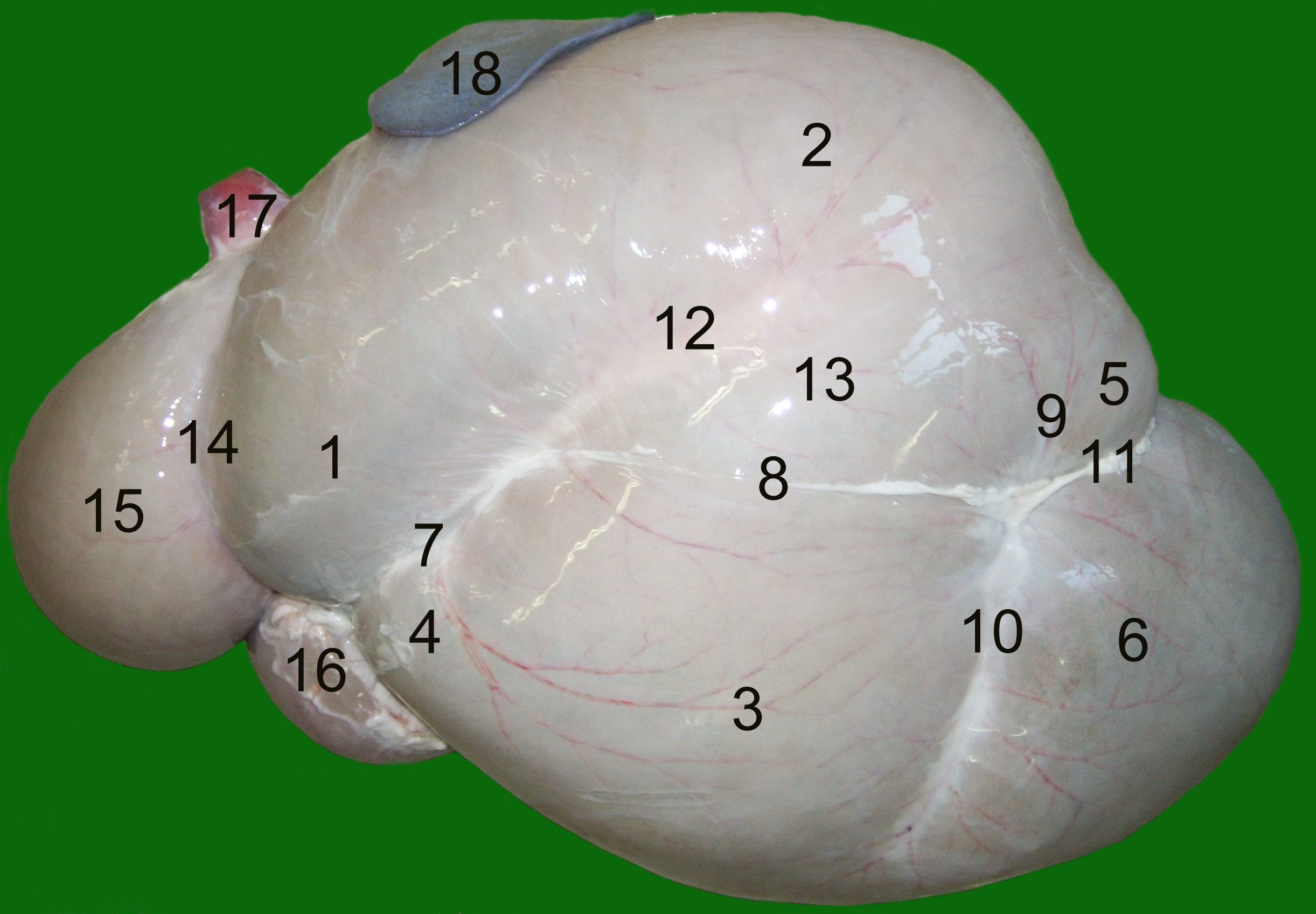
El sistema remugant d'una ovella. 1. atri del rumen
2. sac dorsal
3. sac ventral
4. recés del rumen, 5. sac del bol caudodorsal
6. sac del bol caudoventral
7. solc cranial, 8. solc longitudinal esquerre
9. solc coronari dorsal
10. solc coronari ventral
11. solc caudal
12. solc accessori esquerre
13. illa del rumen
14. solc ruminoreticular
15. reticle
16. quall
17. esòfag
18. melsa

Les ovelles són animals herbívors principalment pasturadors, a diferència dels animals brostejadors com les cabres i els cérvols, que prefereixen fulles més altes. Amb una cara molt més estreta, les ovelles arranquen plantes arran de terra, de manera que poden pasturar excessivament en un terreny de past molt més ràpidament que les vaques. Per això, molts pastors utilitzen la pastura gestionada, en què un ramat rota per diverses pastures, donant a les plantes temps de recuperar-se. Paradoxalment, les ovelles poden tant causar com solucionar l'extensió d'espècies invasives de plantes. En pertorbat l'estat natural de la pastura, les ovelles i altres tipus de bestiar poden obrir la via a les plantes invasives. Tanmateix, les ovelles també prefereixen menjar plantes invasives com Bromus tectorum, Euphorbia esula, el kudzu i Centaurea maculosa abans que espècies nadiues com l'artemisa tridentada, fent de les ovelles que pasturen un mètode eficaç de restaurar les pastures originals.
A més de la pastura, l'altre aliment bàsic de les ovelles és la palla, especialment als mesos d'hivern. La capacitat de prosperar únicament amb pastura (fins i tot sense palla) varia entre races, però totes les ovelles poden sobreviure amb aquesta dieta. La majoria d'ovelles també ingereixen minerals, o bé en forma de microminerals o en forma de dipòsits de sal.

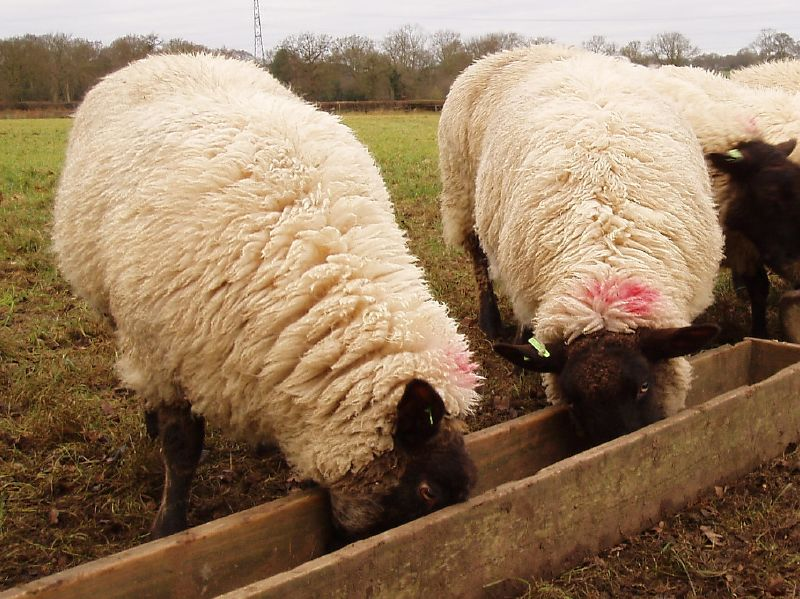
Un parell d'ovelles de mescla mengen aliments concentrats d'un cóm.

Evidentment, una font constant d'aigua potable també és un requeriment fonamental per les ovelles. La quantitat d'aigua que necessiten varia amb l'estació de l'any i el tipus i qualitat del menjar que consumeixen. Quan s'alimenten de grans quantitats de plantes joves i hi ha precipitacions (incloent-hi la rosada, car les ovelles s'alimenten a l'alba), les ovelles necessiten menys aigua. Quan estan confinades o mengen grans quantitats de palla preparada, solen necessitar més aigua. També requereixen aigua neta i poden refusar beure aigua que tingui brutícia o estigui coberta d'algues.
Les ovelles són uns dels pocs animals de bestiar criats actualment per la seva carn que mai no han estat extensivament criats en un recinte de cria intensiva d'animals. Tot i que hi ha un moviment creixent que promou estils de cria diferents, un gran percentatge de vaques, porcs i aus encara són criades en aquestes condicions. En canvi, només unes poques categories específiques d'ovella són alimentades regularment amb grans concentrats i encara menys en un recinte tancat. Quan no hi ha prou pastura disponible o el past no és prou ric, els criadors d'ovelles poden engreixar-les abans de dur-les a l'escorxador, a vegades en feedlots. Molts ramaders engreixen les ovelles amb grans durant l'època d'aparellament per augmentar-ne la fertilitat. Les femelles també són engreixades durant la gestació per augmentar el pes dels anyells en néixer, car el 70% del creixement d'una ovella té lloc en les últimes cinc o sis setmanes de gestació. A part d'aquests casos, només les femelles en període de lactància o les ovelles especialment velles o malaltes reben grans regularment. L'aliment que es dona a les ovelles ha de tenir una composició particular, car la majoria d'aliments de vaca, aviram, porc i fins i tot de cabra contenen nivells de coure que són letals per elles. Els suplements minerals com ara els dipòsits de sal també presenten aquest risc.

## Comportament i intel·ligència

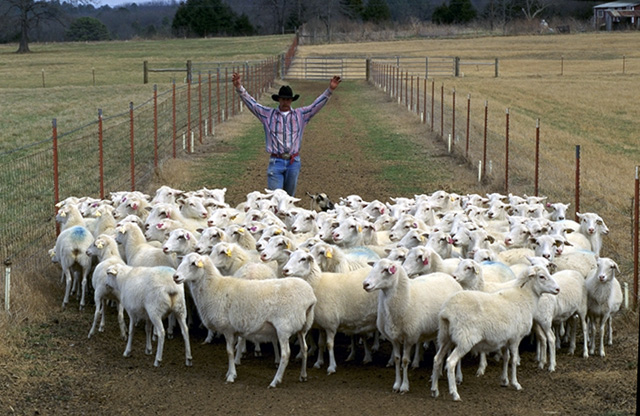
Ovelles amb un fort instint gregari

Les ovelles són animals amb un fort instint gregari i la majoria de comportaments de les ovelles es poden definir en aquests termes. La jerarquia de dominància d'Ovis aries i la seva tendència natural a seguir un líder a noves pastures foren els factors clau perquè es convertís en una de les primeres espècies d'animal de bestiar a ser domesticada. Totes les ovelles tenen una tendència a romandre a prop dels altres membres del ramat, tot i que aquest comportament varia d'una raça a l'altra. Els ramaders aprofiten aquest comportament per mantenir les ovelles reunides en pastures sense tanques i per desplaçar-les amb més facilitat. Els pastors també poden utilitzar gossos d'atura, que són molt útils per moure ramats. Les ovelles també s'interessen molt en el menjar i l'associació dels humans amb una alimentació regular sol tenir com a conseqüència que les ovelles demanin menjar a les persones. Això es pot aprofitar a l'hora de desplaçar un ramat, utilitzant galledes d'aliment.
En regions en què les ovelles no tenen depredadors naturals, cap de les races nadiues d'ovella presenten un marcat comportament de ramat. També poden acostumar-se a una certa pastura, de manera que no vaguen lliurement per terrenys sense tanques. Les mares ensenyen les cries a acostumar-se a aquesta pastura i si se sacrifica un ramat sencer, caldrà que el ramat nou que el substitueixi s'acostumi a la pastura.
El comportament de ramat només apareix en grups de quatre ovelles o més. Un nombre menor d'ovelles pot no reaccionar de la manera esperada quan estiguin soles o amb poques altres ovelles. Per les ovelles, el mecanisme de defensa principal és fugir del perill quan un predador s'acosta massa. Les ovelles acorralades poden envestir el seu enemic o amenaçar de fer-ho picant amb les peülles a terra i adoptant una posició agressiva, particularment si són mares amb anyells acabats de néixer.

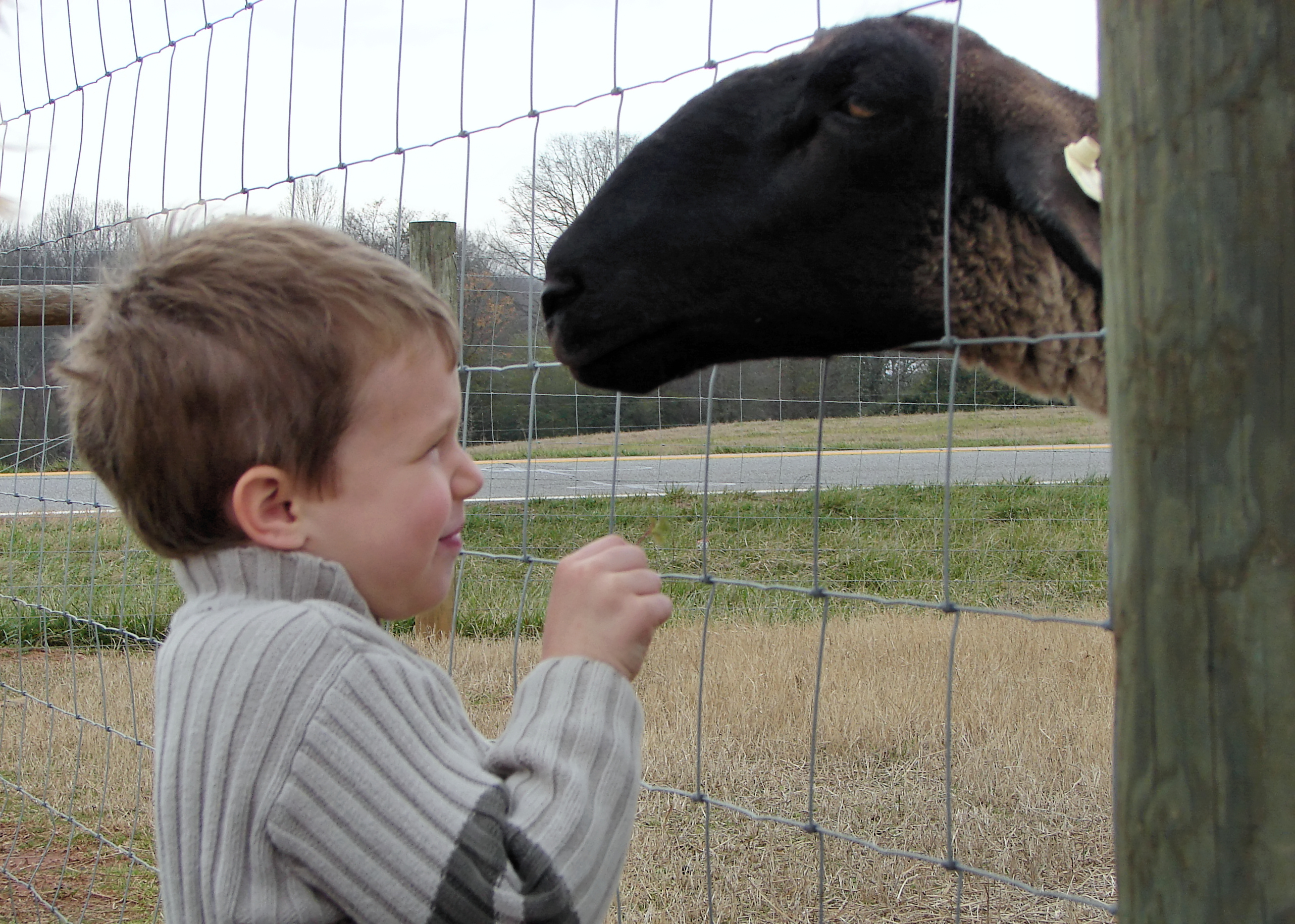
Les ovelles poden reconèixer cares humanes i recordar-les durant anys.

A causa del seu comportament gregari, les ovelles tendeixen a seguir-se i el líder sovint no és més que la primera ovella que decideix moure's. Tanmateix, les ovelles sí que estableixen una jerarquia a l'hora d'alimentar-se per mitjà de demostracions físiques de domini. Els animals dominants tendeixen a ser més agressius amb les altres ovelles i solen alimentar-se primers als cóms. Principalment entre els marrans, la mida de les banyes és un factor que influeix en la jerarquia del ramat. Els marrans amb una mida diferent de les banyes tendeixen menys a lluitar per establir la jerarquia a l'hora d'alimentar-se, mentre que dos mascles amb banyes de mida semblant tendeixen més a combatre.
Les ovelles s'estressen molt quan se separen del seu ramat. Poden reconèixer cares humanes i ovines individuals i recordar-les durant anys. Les relacions dins dels ramats tendeixen a ser més estretes entre ovelles que tenen lligams de parentesc; en un ramat amb diverses races, se solen formar subgrups de la mateixa raça i una femella i els seus descendents sovint es mouen com un tot dins els ramats grans.
Les ovelles solen ser considerades animals extremament ximples. La mentalitat gregària de les ovelles i la seva tendència a fugir i panicar davant d'un element que perceben com a amenaça fan que el pasturatge sigui una tasca difícil pels inexperts. Malgrat aquests prejudicis, un monogràfic de la Universitat d'Illinois sobre les ovelles revelà que es troben només una mica per sota dels porcs i igualades amb les vaques, quant a quocient intel·lectual, i algunes ovelles han demostrat tenir capacitats per resoldre problemes; un ramat de Yorkshire, Anglaterra, descobrí una manera de travessar les barreres canadenques rodant per sobre les barres. A més de recordar la cara de diferents individus a llarg terme, les ovelles també poden distingir estats emocionals gràcies a les característiques facials. Si s'hi treballa amb paciència, les ovelles poden aprendre el seu nom i a moltes se les entrena per ser cabestrejades pels concursos i altres fins. Les ovelles també responen bé al clicker training. En molt rares ocasions es fan servir com a animals de càrrega. Els nòmades tibetans reparteixen l'equipatge de manera igual entre els animals d'un ramat perquè el transportin quan canvien d'ubicació.

## Reproducció

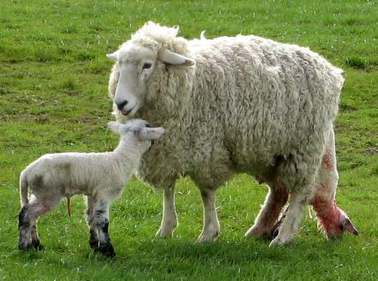
El naixement del segon d'un parell de bessons en un prat de Nova Zelanda.

Les ovelles tenen una estratègia reproductiva semblant a la d'altres animals gregaris. Un ramat de femelles sol ser fecundat per un únic marrà, que pot haver estat triat pel ramader o pot haver establert una posició dominant per mitjà de combat amb altres marrans (en poblacions salvatges). La majoria d'ovelles es reprodueixen només en certes èpoques de l'any, tot i que algunes poden reproduir-se durant tot l'any. Generalment, les femelles arriben a la maduresa sexual a l'edat d'entre sis i vuit mesos, mentre que els mascles hi arriben generalment a l'edat d'entre quatre i sis mesos. Les femelles tenen cicles d'estres una vegada cada aproximadament disset dies, durant els quals emeten una olor i indiquen als mascles que estan receptives per mitjà de demostracions físiques. Una minoria d'ovelles presenten una preferència per l'homosexualitat (una mitjana del 8%) o són cabrabocs (femelles que actuen de manera masculina i manquen d'ovaris funcionals).
Sense intervenció humana, els marrans lluiten durant l'estre per determinar quins d'ells s'aparellaran amb les femelles. Els marrans, especialment els que no estan familiaritzats, també lluiten fora del període d'aparellament per establir el seu domini; poden arribar a matar-se si se'ls permet ajuntar-se. Durant l'estre, fins i tot marrans normalment mansos poden esdevenir agressius amb els humans a causa de l'augment dels seus nivells hormonals.
Després d'aparellar-se, les ovelles tenen una gestació que dura uns cinc mesos i un part normal pot durar entre una i tres hores. Tot i que algunes races poden donar a llum regularment grans ventrades d'anyells, la majoria només en produeixen un o dos. Durant o poc després del part, les mares i els seus xais poden ser confinats en una paridora, un compartiment tancat dissenyat per permetre l'observació atenta de les mares i per reforçar el vincle entre elles i els seus anyells.

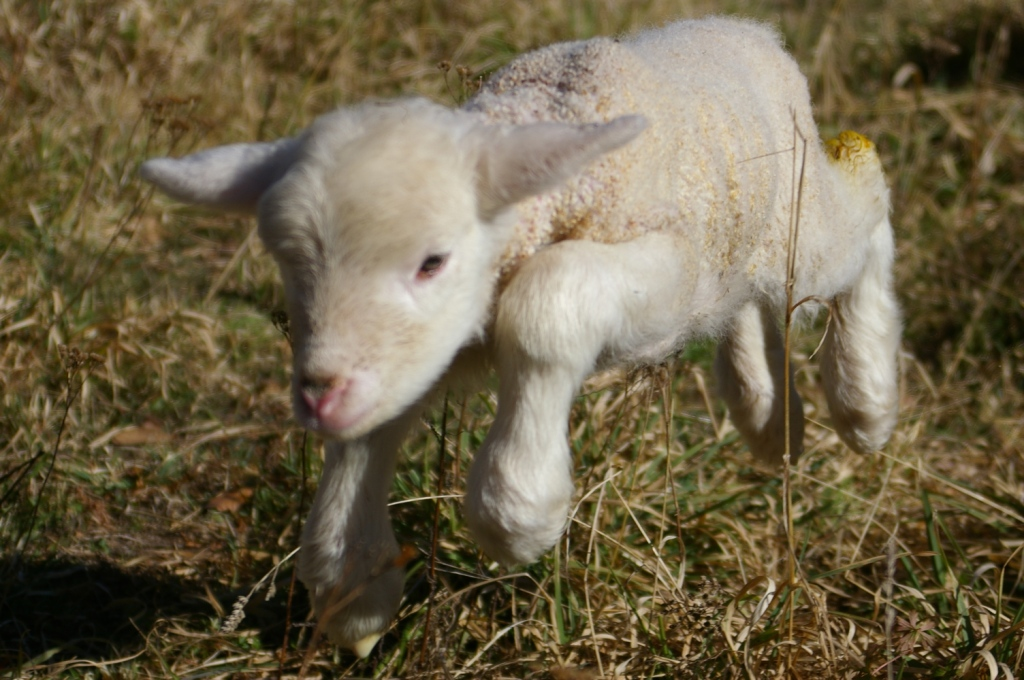
Els primers passos d'un anyell.

L'obstetrícia ovina pot ser problemàtica. Criant selectivament femelles que produeixen diverses cries amb pesos més grans durant generacions, els ramaders han causat inadvertidament que algunes ovelles tinguin dificultats per donar a llum; trobar l'equilibri entre la facilitat per donar a llum i una alta productivitat és un dels dilemes de la cria d'ovelles. En cas que hi hagi aquest problema, els ramaders poden ajudar la femella, extraient o movent els anyells. Després del part, les femelles trenquen el sac amniòtic (si no s'ha trencat durant el part) i després comencen a rentar l'anyell amb la llengua. La majoria d'anyells es comencen a posar dempeus una hora després del naixement. En situacions normals, després de posar-de dempeus els anyells mamen, xuclant el vital calostre. Les ovelles que no aconsegueixen mamar o que són rebutjats per la seva mare requereixen ajuda per viure, en forma d'alimentació amb biberó o d'adopció per una altra ovella.
Després d'estabilitzar els anyells, es duu a terme el marcatge dels xais; es tracta del procés d'etiquetatge de les orelles, l'amputació de la cua i de castració. També és en aquest moment que se solen vacunar els animals. Es posen etiquetes numerades a les orelles dels xais per facilitar-ne la identificació posterior. La castració s'efectua en els marrans no destinats a aparellar-se (un marrà castrat s'anomena moltó), tot i que alguns pastors no la duen a terme per raons ètiques, econòmiques o pràctiques. Els marrans que han de ser sacrificats o separats de les femelles abans d'arribar a la maduresa sexual no solen ser castrats. La tallada de la cua es practica per motius de salut. S'han aixecat objeccions a tots aquests procediments de part de grups de defensa dels animals, però els ramaders els defensen adduint que solucionen molts problemes pràctics i veterinaris i que només infligeixen un dolor temporal.

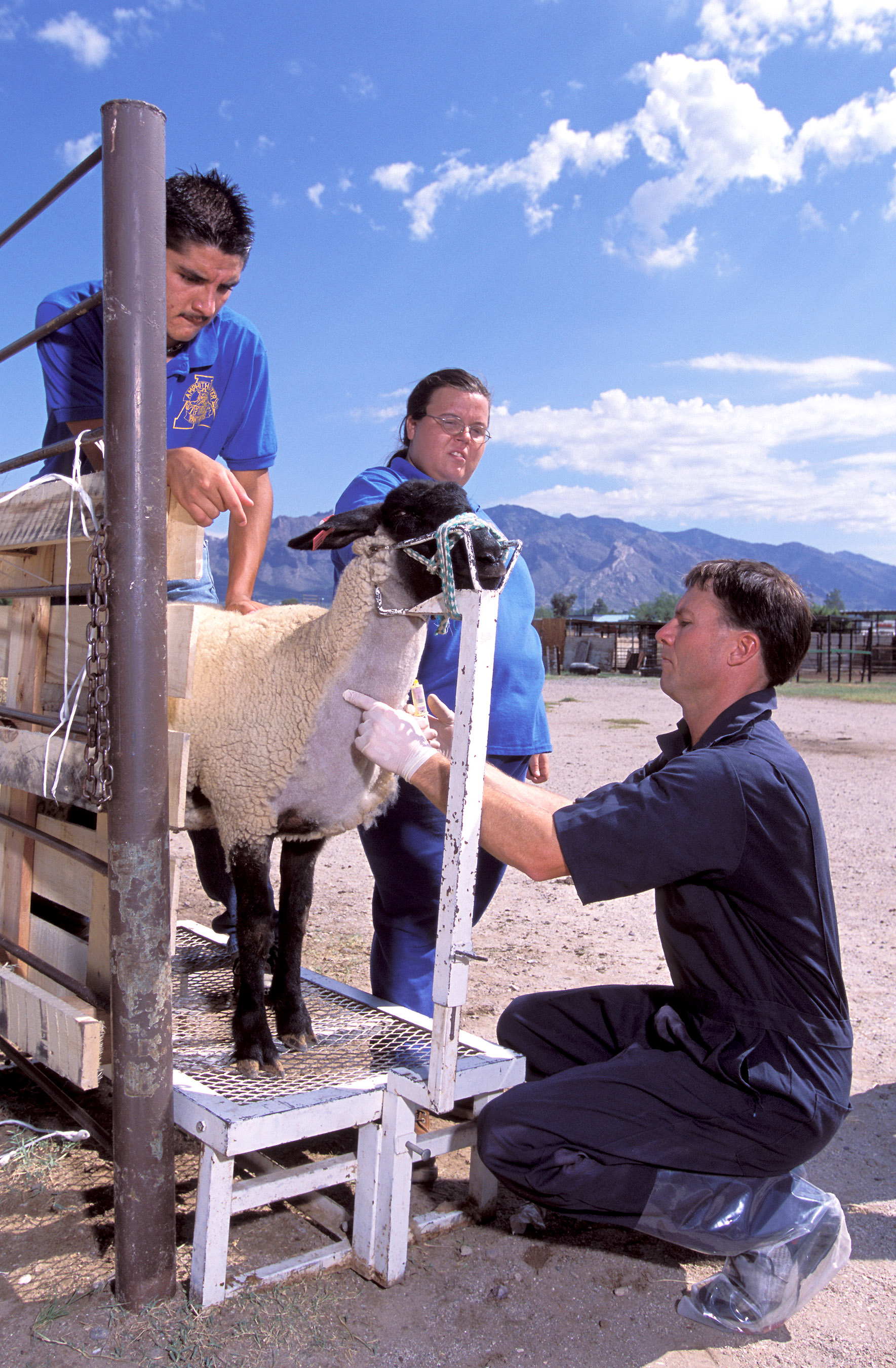
Un veterinari extreu sang per analitzar la resistència de l'ovella a la tremolor ovina.

## Salut
Les ovelles poden patir enverinaments, malalties infeccioses i trauma físic. Com a preses que són, el seu cos està adaptat per amagar els símptomes obvis de les malalties, per evitar que els depredadors les tinguin com a objectiu. Tanmateix, hi ha signes obvis de mala salut. Les ovelles malaltes mengen poc, belen en excés i en general romanen lànguides. A través de la història, gran part dels diners i del treball invertits en el pasturatge ha estat dirigida a evitar les malalties ovines. Els pastors sovint creaven cures experimentant a la seva granja. En països com ara els Estats Units, les ovelles no tenen prou importància econòmica perquè les companyies farmacèutiques duguin a terme experiments clínics cars per aprovar medicaments per ús oví. En aquests casos, els ramaders recorren a un ús no cobert pel prospecte de medicaments aprovats per altres animals. Als segles xx i XXI, una minoria de propietaris d'ovelles han començat a explorar tractaments alternatius com ara l'homeopatia, la fitoteràpia i fins i tot la medicina tradicional xinesa per tractar malalties de les ovelles. Malgrat alguns indicis anecdòtics favorables, l'efectivitat de la medicina alternativa veterinària ha estat rebuda amb escepticisme a les revistes científiques. La necessitat de medicaments antiparasitaris i antibiòtics tradicionals està estesa i és el principal obstacle per l'ramaderia ecològica ovina certificada.
Molts ramaders prenen una varietat de mesures preventives per prevenir els problemes. La primera és assegurar-se que totes les ovelles estan sanes quan són comprades. Molts compradors eviten adquirir-les a magatzems coneguts per treure ovelles de ramats sans pel simple motiu que són ovelles malaltes o simplement inferiors. Això també pot implicar mantenir un ramat tancat i posar en quarantena ovelles noves durant un mes. Dues mesures preventives fonamentals són el manteniment d'una bona nutrició i la reducció de l'estrès de les ovelles. Manipular les ovelles de manera sorollosa o brusca fa que produeixin cortisol, una hormona d'estrès. Això pot comportar un sistema immunitari debilitat, fent que les ovelles siguin molt més vulnerables a les malalties. Els senyals d'estrès en les ovelles inclouen un panteix excessiu, carrisqueig de les dents, moviments inquiets, la ingestió de llana i la masticació de fusta. Evitar els enverinaments també és important; verins comuns són els vaporitzadors de pesticides, els fertilitzants no orgànics, l'oli de motor o els refrigerants (l'anticongelant a base d'etilenglicol té un gust dolç).

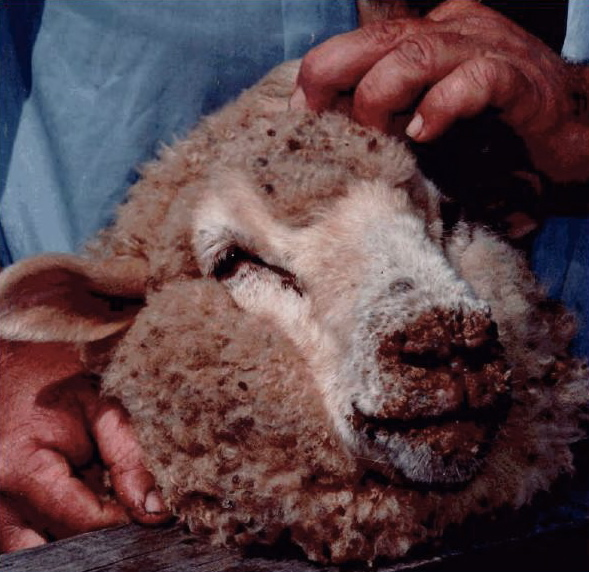
Una ovella infectada amb ectima contagiosa, una malaltia que es pot transmetre als humans a través del contacte amb la pell.

Una forma habitual de medicació preventiva de les ovelles són les vacunes i els tractaments antiparasitaris. Els paràsits, tant interns com externs, són el problema de salut més comú en les ovelles i o bé són fatals, o bé redueixen la productivitat dels ramats. Els paràsits interns més comuns són els cucs. Les ovelles els ingereixen quan pasturen, els paràsits s'incuben dins l'animal i posteriorment són expulsats a través del sistema digestiu (tornant a començar el cicle). S'administren medicaments orals antiparasitaris a les ovelles per tractar els cucs; a vegades això es fa després d'haver comptat els ous de cuc dels excrements per determinar el nivell d'infestació. Posteriorment, poden ser desplaçades a una nova pastura per evitar que tornin a ingerir els mateixos paràsits. Els paràsits externs de les ovelles inclouen els polls (en diferents parts del cos), els hipobòscids, Gasterophilus haemorrhoidalis, Psorergates ovis i els virons. Els hipobòscids són paràsits xucladors de sang que causen una malnutrició general i un descens de la productivitat, però no són letals. Els virons són larves de mosques èstrides i cal·lifòrides. Els virons causen una malaltia extremament destructiva anomenada miasi. Les mosques ponen els ous en ferides o llana molla i bruta de fems. Quan les larves es desclouen, s'introdueixen a la carn de l'ovella i acaben causant-ne la mort si no es tracta la malaltia. A més d'altres tractaments, un mètode preventiu és esquilar la llana de la rabada de l'ovella. Gasterophilus haemorrhoidalis són mosques que habiten als sins de les ovelles, causant-los molèsties i dificultat per respirar. Símptomes comuns són secrecions del passatge nasal, esternuts i moviments frenètics com ara tremolors del cap. Els paràsits externs es poden controlar per mitjà de medicaments aplicats a l'esquena de les ovelles acabades d'esquilar, vaporitzadors o la immersió en una fórmula antiparasitària.
Les ovelles són afectades per una gran varietat de malalties causades per bacteris. Les malalties de les peülles, com la pododermatitis infecciosa, són tractades amb bàlsams i altres remeis. Aquestes malalties doloroses causen coixesa i compliquen l'alimentació. La paratuberculosi ovina és una malaltia debilitant que afecta els xais joves. La llengua blava és una malaltia transmesa pels insectes i que causa febre i inflamació de les membranes mucoses.
Algunes malalties ovines poden ser transmeses als humans. L'ectima contagiosa és una malaltia de la pell que provoca lesions que es poden transmetre amb el contacte entre pell i pell. Un cas més perillós és el dels organismes que causen avortament enzoòtic espontani en les ovelles, que es poden transmetre fàcilment a dones embarassades. També són un problema la tremolor ovina i el virus de la febre aftosa, car ambdós poden delmar ramats sencers. Aquest últim representa un lleuger risc pels humans. Durant el brot de febre aftosa del 2001 foren sacrificats centenars de xais al Regne Unit i algunes races britàniques rares quedaren amenaçades d'extinció per la pandèmia.
El seu particular aparell digestiu, típic dels remugants, també exposa les ovelles a malalties com la meteorització (una acumulació excessiva de gas a l'estómac) o l'abomasitis (una inflamació del quall).

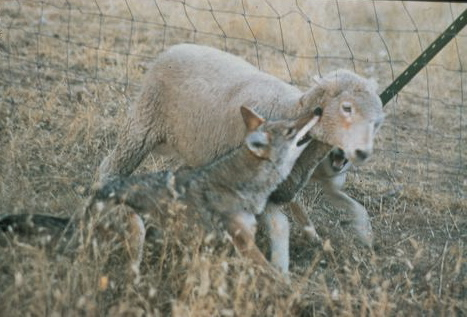
Un xai sent atacat per coiots amb el mètode més habitual, una mossegada al coll.

### Predadors
A més dels paràsits i les malalties, els depredadors són una amenaça per les ovelles i per la rendibilitat de la ramaderia ovina. Les ovelles tenen poques possibilitats de defensar-se, en comparació amb altres animals de bestiar. Fins i tot si una ovella sobreviu a un atac, encara pot morir de les ferides o simplement de pànic. Tanmateix, l'impacte dels depredadors varien de manera significativa entre diferents regions. A Àfrica, Austràlia, Amèrica i parts d'Europa i Àsia, els depredadors són un problema important. Als Estats Units, per exemple, més d'un terç de les morts d'ovelles el 2004 foren causades pels depredadors. En canvi, altres països estan pràcticament lliures de depredadors d'ovelles, en particular illes conegudes per la seva estesa ramaderia ovina. Arreu del món, els cànids – incloent-hi els gossos – són responsables de la majoria de morts d'ovelles. Altres animals que a vegades ataquen ovelles són els felins, els ossos, les aus de presa, els corbs i els senglars. Algunes morts d'ovelles han estat atribuïdes a críptids com el Chupacabra, els grans gats britànics i el Drekavac. 

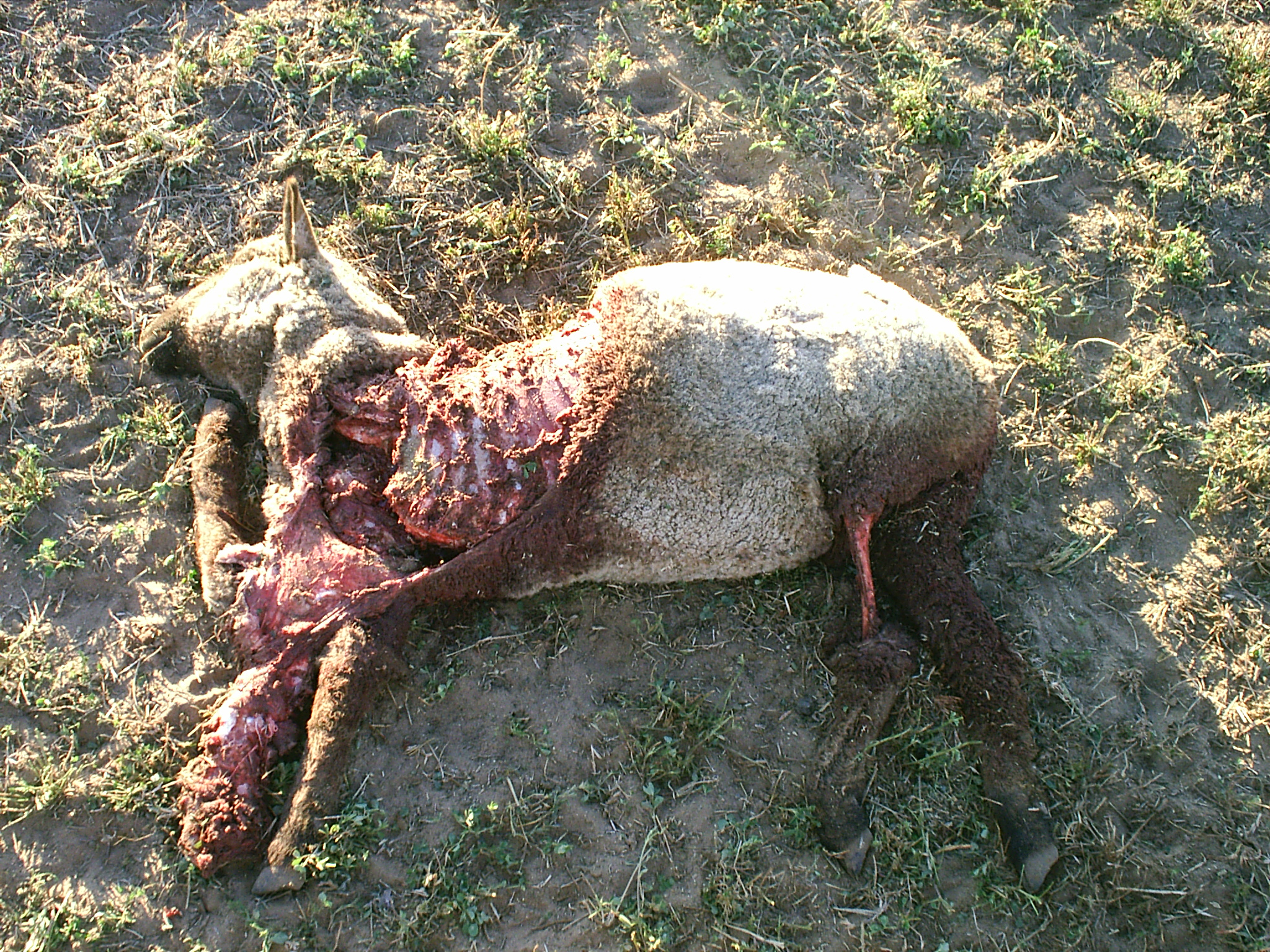
Una ovella morta per un coiot. En moltes ocasions, les ovelles mortes pels depredadors només són consumides en part.

Els pastors han utilitzat una gran varietat de mesures per combatre els depredadors. Els pastors antics i medievals utilitzaven la seva pròpia presència, gossos d'atura i estructures protectores com ara estables i tanques. Les tanques (tant normals com elèctriques), el tancament de les ovelles de nit i la cura dels anyells a l'interior continuen sent mesures esteses. Els pastors més moderns han utilitzat armes de foc, trampes i verins per matar els depredadors, provocant descensos significatius en les poblacions de depredadors. Amb l'aparició dels moviments ecològics i pro-conservació, actualment l'ús d'aquests mètodes sol ser responsabilitat d'agències governamentals especialment designades i no dels pastors.
La dècada del 1970 fou testimoni d'un nou augment en l'ús de gossos d'atura i el desenvolupament de nous mètodes de control dels depredadors, la majoria no letals, per part dels pastors. També s'han utilitzat ases i llames de guàrdia des de la dècada del 1980 per defensar les ovelles, seguint el mateix principi dels gossos pastors. La pastura amb diferents espècies, normalment amb bestiar més gran com vaques o cavalls, pot contribuir a dissuadir els depredadors, encara que aquests animals no protegeixen activament les ovelles. A més d'animals de guàrdia, la ramaderia ovina actual pot utilitzar mètodes de dissuasió dels depredadors com ara llums activades pel moviment o alarmes sorolloses.

## Història

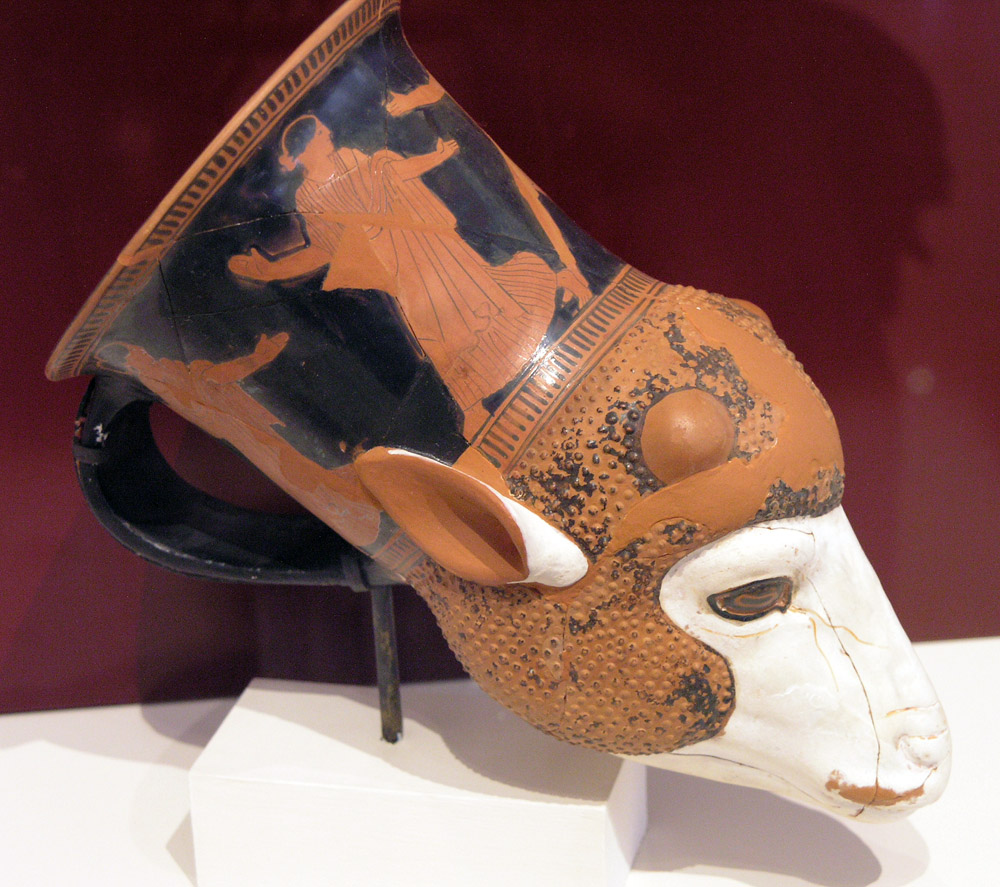
Un ríton en forma de cap d'ovella.

Les ovelles foren uns dels primers animals a ser domesticats pels humans; la seva domesticació data d'entre fa nou i onze mil anys a Mesopotàmia. Es creu que aquesta domesticació es produí possiblement en algun lloc entre el nord i centre de les muntanyes Zagros. Aquesta espècie té diverses característiques – com la manca relativa d'agressivitat, una mida manejable, la maduresa sexual a una edat jove, una naturalesa social i un alt ritme de reproducció – que la fan especialment susceptible a ser domesticada. Avui en dia, Ovis aries és un animal completament domesticat que és bastant dependent dels humans per conservar bona salut i per sobreviure. Hi ha petites poblacions d'ovelles en estat salvatge, però només en àrees sense cap predador (habitualment hàbitats insulars). Mai no hi ha hagut poblacions d'ovelles salvatges a l'altura de les de cavalls, cabres, porcs o gossos salvatges.
La línia de descendència exacta entre les ovelles domèstiques i els seus avantpassats salvatges encara és incerta. La hipòtesi més comuna és que Ovis aries descendeix a la vegada de les espècies de mufló europea (O. musimon) i asiàtica (Ovis orientalis). També s'ha suggerit que el mufló europeu és una raça antiga d'ovella domèstica que es tornà salvatge i no un avantpassat. Algunes races d'ovella, com la Castlemilk Moorit d'Escòcia, foren creades per mitjà d'encreuaments amb muflons europeus salvatges. L'úrial (O. vignei), l'argalí (O. ammon) i el mufló de Sibèria (O. nivicola) tenen un nombre de cromosomes diferent del d'altres espècies del gènere Ovis, fent que una relació directa sigui improbable i estudis filogenètics no mostren cap prova de descendència dels úrials. Altres estudis que comparen les races europees i asiàtiques d'ovelles mostren diferències genètiques significatives entre elles. S'han suggerit dues explicacions per aquest fenomen. La primera és que existeix una espècie o subespècie d'ovella salvatge actualment desconeguda que contribuí a la creació de les ovelles domèstiques. La segona teoria és que aquesta variació és el resultat de múltiples episodis de captura de muflons salvatges, de manera similar al desenvolupament conegut d'altres animals de bestiar.

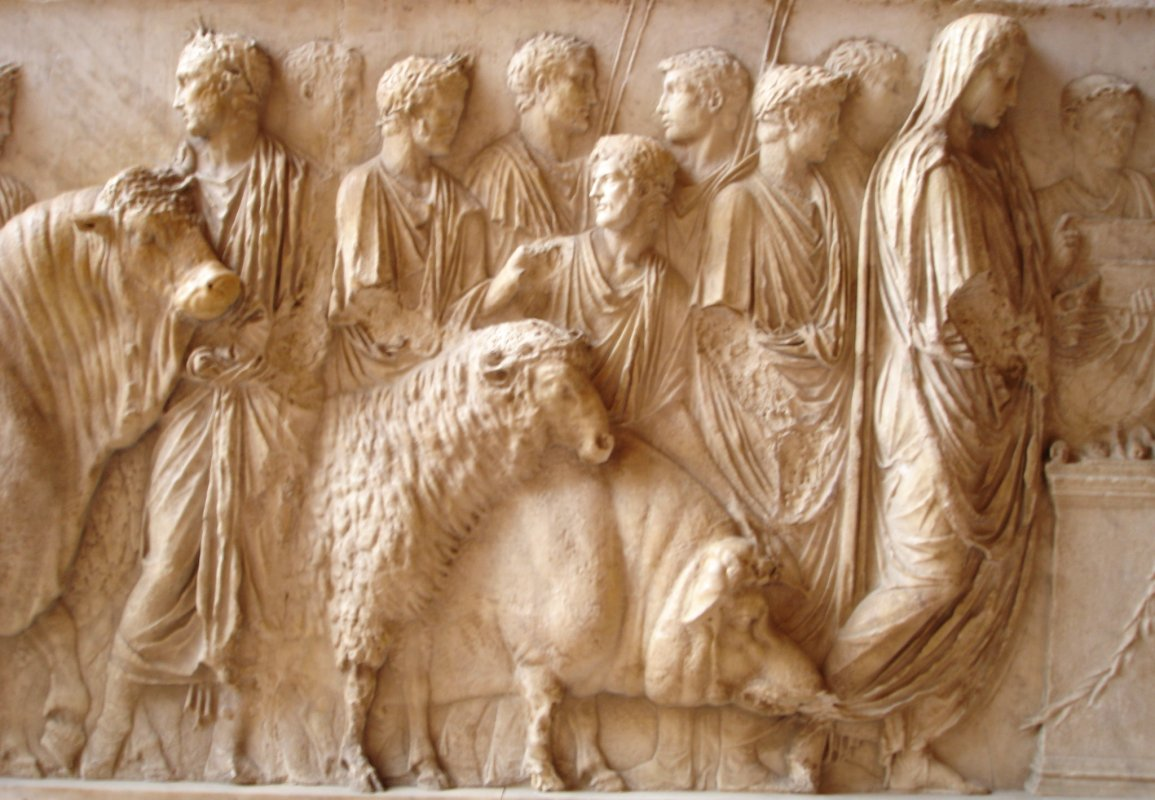
Un relleu del que presenta un bou, una ovella i un porc que són portats al sacrifici a Roma.

Inicialment, només es criaven ovelles per la seva carn, llet i pell. L'evidència arqueològica en forma d'escultures trobada en diversos punts de l'Iran indica que la selecció d'ovelles amb llana podria haver començat als voltants del 6000 aC, però les peces de roba de llana teixida només data d'entre dos i tres mil anys més tard. En aquell moment de l'edat del bronze, les ovelles amb tots els trets principals de les races actuals ja estaven esteses arreu de l'oest d'Àsia. Tanmateix, una de les diferències principals entre les races antigues i modernes d'ovelles és la tècnica per mitjà de la qual es recollia la llana. Les ovelles primitives no poden ser esquilades i se'ls ha de treure la llana a mà. Això és perquè certes fibres encara són més llarges que la llana tova. La llana també pot ser recollida una vegada ha caigut de l'ovella. Aquest tret encara és present actualment en races no refinades com l'ovella Soay. De fet, les ovelles Soay, juntament amb altres races del nord d'Europa que tenen la cua curta, llana no esquilable, una mida diminuta i banyes en ambdós sexes, estan estretament relacionades amb les ovelles primitives Originalment, el tissatge i el filatge era un art que es practicava a casa i no una indústria. Els babilonis, sumers i perses depenien tots de les ovelles i tot i que el lli fou el primer teixit a ser convertit en peces de roba, la llana era un producte preuat. La cria de ramats per la seva llana fou una de les indústries més antigues i els ramats eren moneda de canvi en les economies de bescanvi. Nombrosos personatges bíblics posseïen grans ramats i els súbdits del rei d'Israel pagaven impostos segons el nombre de marrans que tenien.

### Àfrica

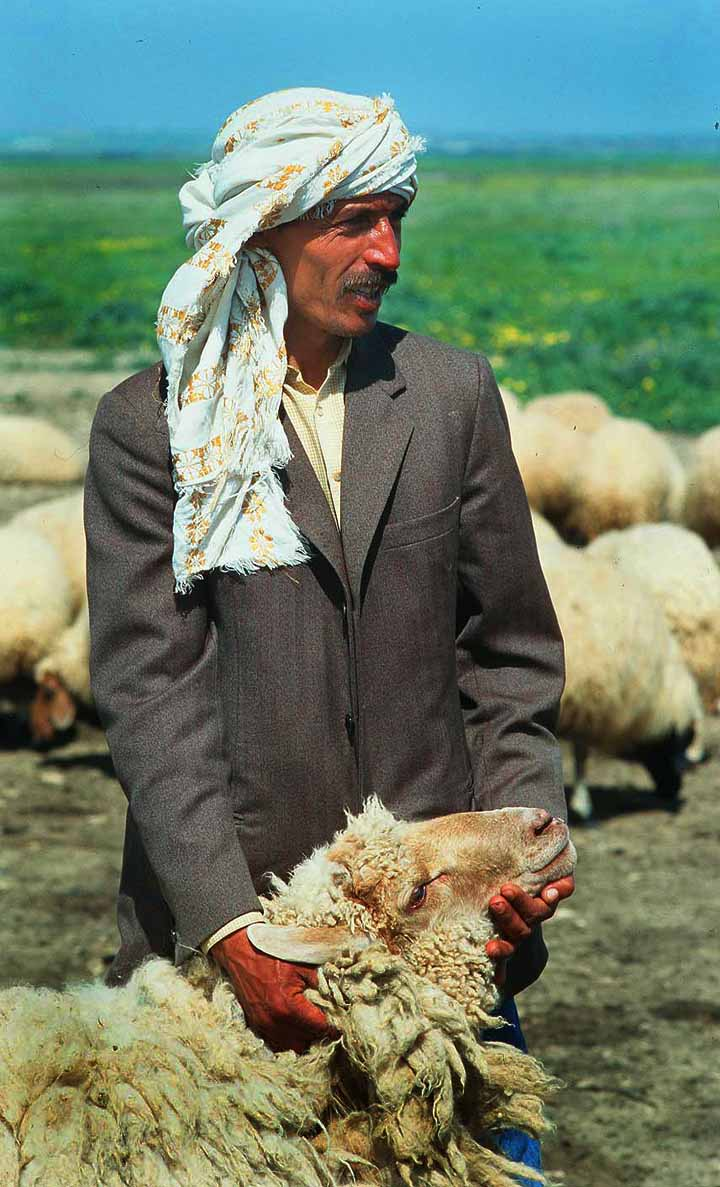
Un pastor tunisià subjecta una ovella del seu ramat.

Les ovelles arribaren al continent africà poc després de ser domesticades a l'oest d'Àsia. Una minoria d'historiadors defensen la controvertida hipòtesi que O. aries té un origen africà. Aquesta teoria es basa principalment en interpretacions d'art rupestre i evidència osteològica d'arruins. Les primeres ovelles arribaren al nord d'Àfrica a través del Sinaí i eren presents a la societat de l'antic Egipte fa entre vuit i set mil anys. Les ovelles sempre han format part de l'economia de subsistència a Àfrica, però l'únic país que encara conserva un nombre significatiu d'ovelles és Sud-àfrica. Els productors d'ovelles sud-africans inventaren el collar de protecció del bestiar per enfrontar-se als nombrosos depredadors d'Àfrica. Es tracta d'un collar que conté verí a la part de la jugular i que té l'objectiu de debilitar o matar els depredadors.

### Europa
La ramaderia ovina s'estengué ràpidament del sud-oest asiàtic a Europa. Pràcticament des dels seus inicis, la civilització de l'antiga Grècia tingué les ovelles com a principal animal de bestiar i fins i tot es deia que donaven un nom a cadascuna d'elles. Les ovelles escandinaves, d'un tipus encara existent avui en dia amb cues curtes i llana de diversos colors, també eren presents al principi. Més endavant, l'Imperi Romà crià ovelles a gran escala i els romans foren un agent important en la difusió de la ramaderia ovina a través del continent. Plini el Vell, a la seva Naturalis Historia, parla extensament sobre les ovelles i la llana. Declarant «També devem moltes gràcies a les ovelles, tant per pacificar els déus com per donar-nos l'ús de la seva llana», Plini detalla les races d'ovelles antigues i els molts colors, longituds i qualitats diferents de la llana. Els romans també foren pioners a la pràctica de tapar les ovelles. Això consisteix a posar una jaqueta ajustada (en l'actualitat, sovint de niló) a l'ovella per millorar la higiene i la lluïssor de la seva llana.
Durant l'ocupació romana de les Illes Britàniques s'establí una gran fàbrica de processament a Winchester a voltants de l'any 50. Cap al 1000, Anglaterra i Espanya eren reconeguts com els epicentres de la producció ovina del món occidental. Com a criadors originals de la raça d'ovella merina, de llana fina, que històricament ha dominat el comerç de la llana, els espanyols obtingueren grans riqueses. Els fons provinents del comerç de la llana finançaren notablement els monarques espanyols i per consegüent els viatges dels conquistadors al Nou Món. La potent Mesta (el nom complet del qual era Honrado Concejo de la Mesta) fou una corporació de ramaders ovins pertanyents principalment als rics mercaders d'Espanya, el clergat catòlic i la noblesa que controlava els ramats d'ovelles merines. Al segle xvii, la Mesta posseïa més de dos milions d'ovelles merines.

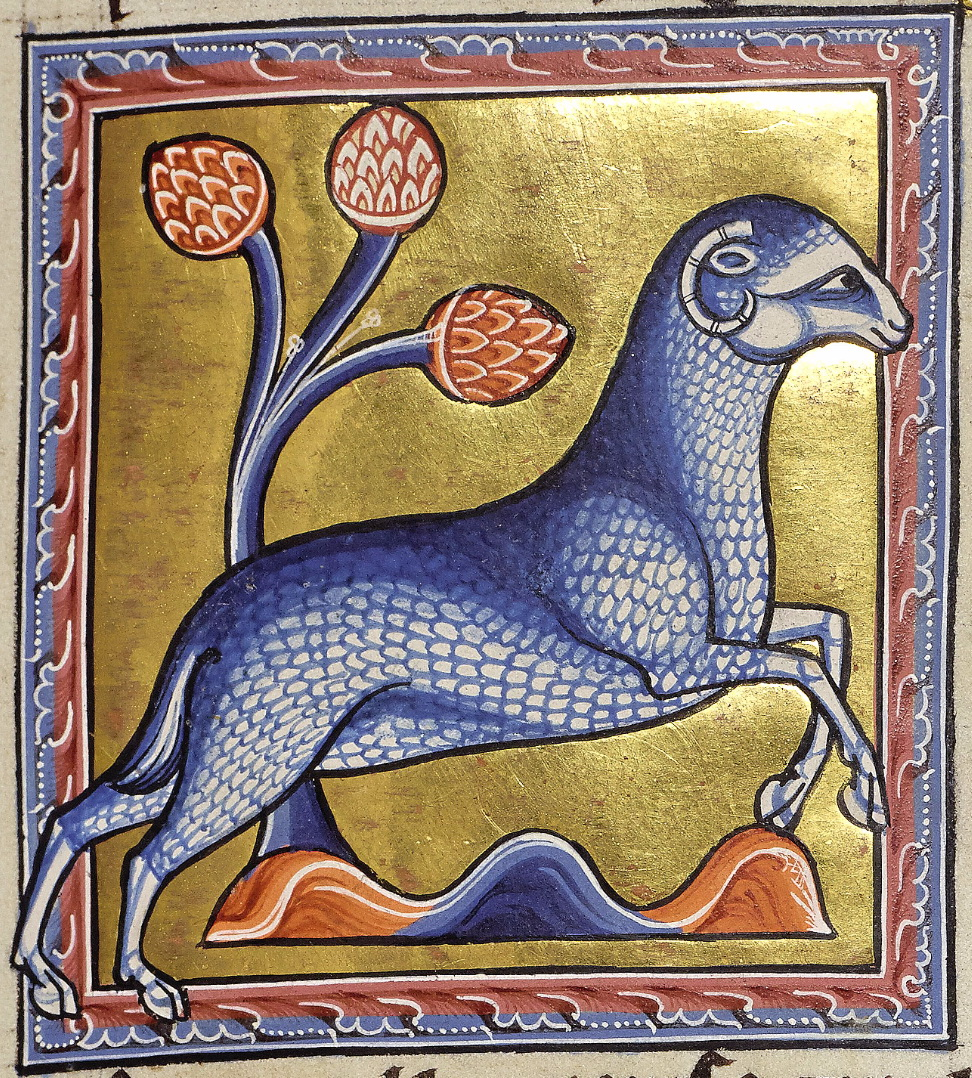
Una representació d'un marrà del Bestiari d'Aberdeen, un manuscrit amb miniatures del.

Els ramats de la Mesta seguien un patró estacional de transhumància a través d'Espanya. A la primavera abandonaven les pastures d'hivern a Extremadura i Andalusia per pasturar als prats d'estiu a Castella, per després tornar al sud a la tardor. Els monarques espanyols, desitjosos d'augmentar els beneficis del comerç de llana, donaren amples drets legals a la Mesta, sovint a expenses dels camperols locals. Els enormes ramats d'ovelles merines tenien dret de precedència a les seves rutes migratòries. Les ciutats i pobles estaven obligats per llei a permetre que els ramats pasturessin a les terres municipals i la Mesta tenia els seus propis oficials, que podien convocar persones que haguessin comès ofenses als seus propis tribunals. L'exportació d'ovelles merines sense permís reial també era un delicte castigable, de manera que es mantingué un monopoli gairebé absolut sobre aquesta raça fins a la invasió de Napoleó al segle xviii. Després que fos abolida la prohibició d'exportar ovelles merines. es començaren a distribuir ovelles de llana fina arreu del món. L'exportació d'ovelles merines a Rambouillet duda a terme per Lluís XVI el 1786 posà la base per la raça d'ovella Rambouillet actual. Després de les Guerres Napoleòniques i la distribució global de ramats d'ovelles merines, anteriorment úniques a Espanya, la ramaderia ovina espanyola tornà a races de llana basta com la xurra i ja no tenia importància econòmica internacional.
La ramaderia ovina espanyola era un exemple de gestió de les migracions dels ramats, amb grans ramats homogenis que s'estenien arreu del país. En comparació, el model oví d'Anglaterra era bastant diferent però tenia una importància similar per l'economia de l'imperi Britànic. Fins a principis del segle xx, exportar ovelles o llana de contraban era un delicte i encara avui en dia el Lord Speaker de la Cambra dels Lords encara seu sobre un coixí conegut com a Woolsack. L'alta concentració de la ramaderia ovina del Regne Unit i la seva naturalesa més sedentària permeté la cria d'ovelles especialment adaptades per un ús i una regió determinats, causat l'aparició d'una varietat excepcional de races en proporció a l'extensió del país. Aquesta major varietat de races també produí una preuada varietat de productes per competir amb la llana extrafina de les ovelles espanyoles. A l'època del regnat d'Elisabet I, el comerç d'ovelles i de llana era la principal font d'ingressos d'impostos per la Corona d'Anglaterra i el país tenia una gran influència en el desenvolupament i la difusió de la ramaderia ovina.
Un esdeveniment important en la història no només de les ovelles, sinó de tot el bestiar, fou el treball de Robert Bakewell a la dècada del 1700. Abans d'ell, l'aparició de característiques desitjables en les noves races era una casualitat i no hi havia cap procés científic per seleccionar els animals a ser criats. Bakewell establí els principis de la cria selectiva – especialment la cria de certs llinatges – en el seu treball amb ovelles, cavalls i vaques; més endavant, el seu treball influí Gregor Mendel i Charles Darwin. La seva contribució més important al bestiar oví fou el desenvolupament de la Leicester Longwool, una raça de creixement ràpid i de fisonomia lleugerament quadrada que posà la base per moltes races modernes vitals. Actualment, la ramaderia ovina del Regne Unit s'ha vist significativament reduïda.

### Amèrica

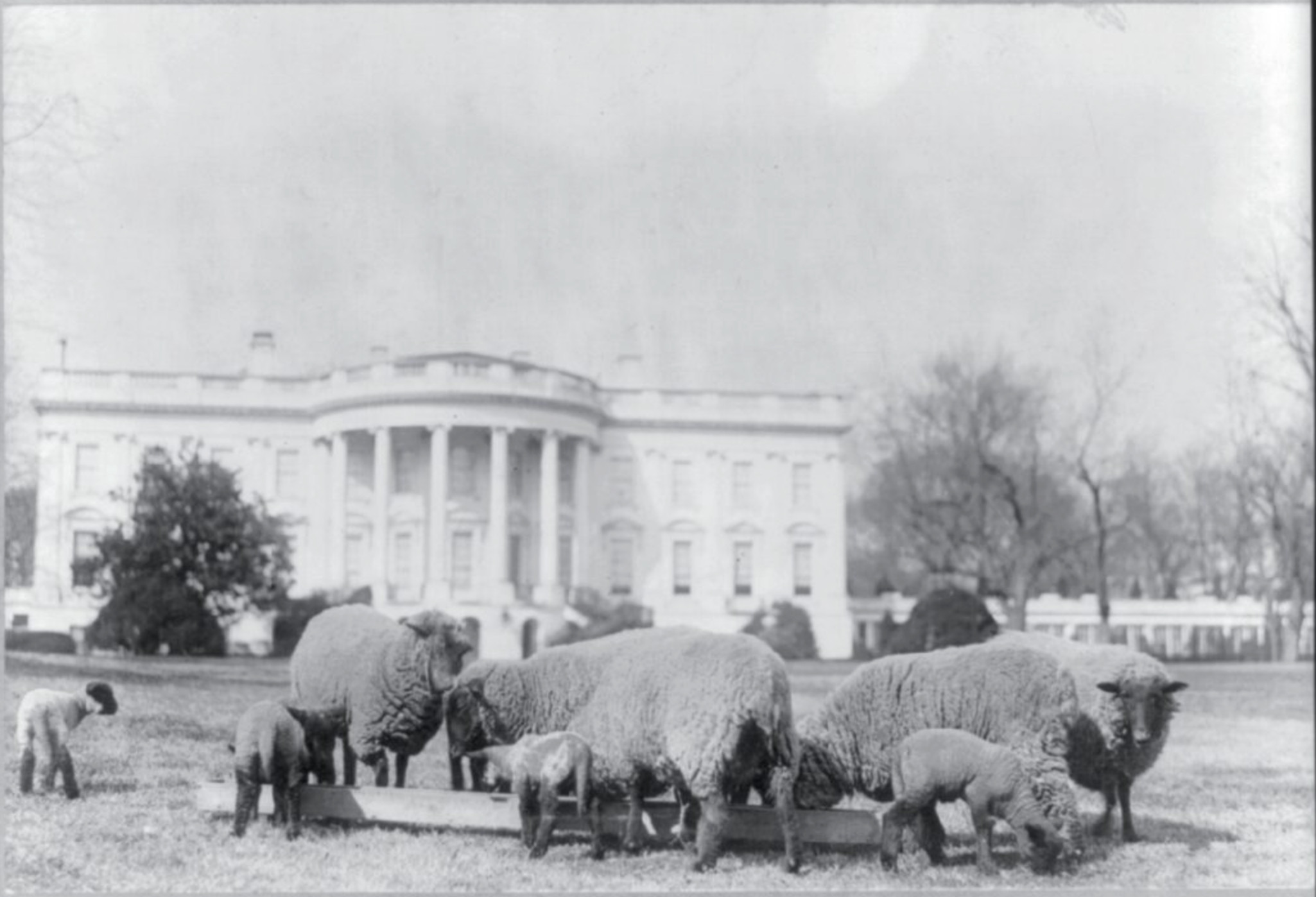
Ovelles pasturant a la gespa sud de la Casa Blanca a voltants del 1918.

Cap de les espècies ovines nadiues d'Amèrica no ha estat mai domesticada, malgrat que genèticament són més properes a les ovelles domèstiques que moltes de les espècies asiàtiques i europees. La primera ovella domèstica a Nord-amèrica – probablement de la raça xurra – arribà amb el segon viatge de Cristòfol Colom el 1493. El següent transport transatlàntic d'ovelles fou amb l'arribada d'Hernán Cortés a Mèxic el 1519. No es coneix cap exportació de llana o animals a partir d'aquestes poblacions, però els ramats s'estengueren amb els colons pel que actualment és Mèxic i el sud dels Estats Units. Les xurres també foren introduïdes a la tribu ameríndia dels Navajo i esdevingueren un element clau del seu estil de vida i la seva cultura. La raça d'ovella Navajo-Xurra és un resultat d'aquesta herència.

#### Nord-amèrica
El següent transport d'ovelles a Nord-amèrica no arribà fins al 1607, amb el viatge del vaixell HMS Susan Conant a Virgínia. Tanmateix, totes les ovelles que arribaren aquell any foren sacrificades a causa d'una gran fam i no hi hagué un ramat permanent a la colònia fins dos anys més tard, el 1609. En dues dècades, els colons estengueren el seu ramat fins a un total de 400 animals. En la dècada del 1640 ja hi havia unes cent mil ovelles a les tretze colònies i el 1662 es construí un molí de llana a Watertown (Massachusetts). Especialment durant els períodes d'inquietud política i de guerra civil a Gran Bretanya a les dècades del 1640 i el 1650, que interromperen el comerç marítim, els colons produïren llana per fer vestits amb urgència. A moltes illes davant de la costa s'hi feu una purga de depredadors i reservades per les ovelles: Nantucket, Long Island, Martha's Vineyard i petites illes del Port de Boston en són exemples notables.
 Encara existeixen algunes races rares d'ovelles americanes – com l'ovella de Hog Island – que són el resultat dels ramats insulars. Posar ovelles i cabres semisalvatges a illes era una pràctica habitual en la colonització d'aquell període. Al principi, el govern britànic prohibí exportar més ovelles a Amèrica, o importar-ne llana, en un intent d'evitar qualsevol amenaça al comerç de la llana de les Illes Britàniques. Aquesta fou una de les moltes mesures de restricció del comerç que precipitaren la Revolució Americana. La indústria ovina del nord-est dels Estats Units prosperà malgrat les prohibicions.

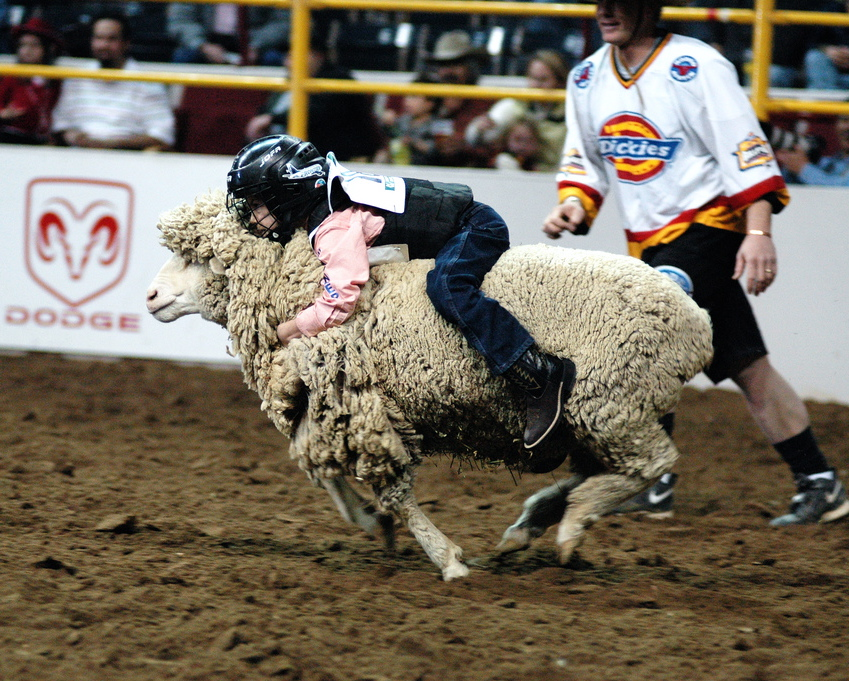
Un nen participa en un mutton busting en un rodeo.

A partir de la dècada del 1800, la ramaderia ovina dels Estats Units es desplaçà gradualment vers l'oest. Actualment, la immensa majoria de ramats es troben a terres de l'oest del país. Durant aquesta migració de la indústria ovina vers l'oest, la competència entre la ramaderia d'ovelles i de vaques s'escalfà, finalment explotant en guerres de devesa. A part de la simple competència pels drets de pastura i d'aigua, els ramaders bovins creien que les secrecions de les glàndules de les potes de les ovelles feien que les vaques no volguessin pasturar allà on havien passat les ovelles. A mesura que la ramaderia ovina se centrava a les deveses de l'oest americà, s'associà amb altres elements de la cultura occidental, com ara el rodeo. Als Estats Units actuals, el mutton busting Arxivat 2011-09-28 a Wayback Machine. és un esdeveniment menor dels rodeos en què els nens competeixen per veure qui pot aguantar sobre una ovella més temps sense caure. Una altra conseqüència del moviment dels ramats d'ovelles vers l'oest fou el declivi d'espècies salvatges com el mufló de les muntanyes Rocoses (O. canadensis). La majoria de malalties de les ovelles domèstiques es poden transmetre als ovins salvatges i aquestes malalties, juntament amb el sobrepasturatge i la pèrdua d'hàbitats, són considerades les causes principals de la caiguda en el nombre d'ovelles salvatges. La ramaderia ovina arribà al seu zenit a Nord-amèrica a la dècada del 1940 i del 1950, amb més de cinquanta-cinc milions de caps. Des d'aleshores i encara avui en dia, el nombre d'ovelles a Nord-amèrica ha baixat constantment juntament amb el preu de la llana i la demanda de carn de be.

#### Sud-amèrica
A Sud-amèrica hi ha una indústria ovina moderna i activa, especialment a la Patagònia. La ramaderia ovina fou introduïda principalment pels immigrants d'Espanya i Gran Bretanya, pels quals la indústria ovina era de gran importància en aquella època. Sud-amèrica té un gran nombre d'ovelles, però el país amb més animals (el Brasil) només tenia una mica més de quinze milions de caps el 2004, molts menys que la majoria de centres de la ramaderia ovina. Els reptes més importants per la ramaderia ovina de Sud-amèrica són la impressionant caiguda del preu de la llana a finals del segle xx i la pèrdua d'hàbitats a causa de l'explotació forestal i el sobrepasturatge. La regió amb més influència a escala internacional és la Patagònia, que ha estat la primera a refer-se de la caiguda del preu de la llana. Amb pocs depredadors i gairebé cap competència per les pastures (l'únic animal pasturador nadiu gran és el guanac), la regió és una terra favorable per la cria d'ovelles. La zona de producció més important és la del voltant del Riu de la Plata a la regió de Les Pampes. La ramaderia ovina de la Patagònia arribà al seu zenit el 1952 amb més de vint-i-un milions de caps, però ha caigut i actualment n'hi ha menys de deu milions. La majoria d'operacions es concentren en la producció de llana d'ovelles merines i Corriedale per l'exportació; la sostenibilitat econòmica dels ramats d'ovelles de llana ha caigut amb la baixada dels preus, mentre que la indústria bovina continua creixent.

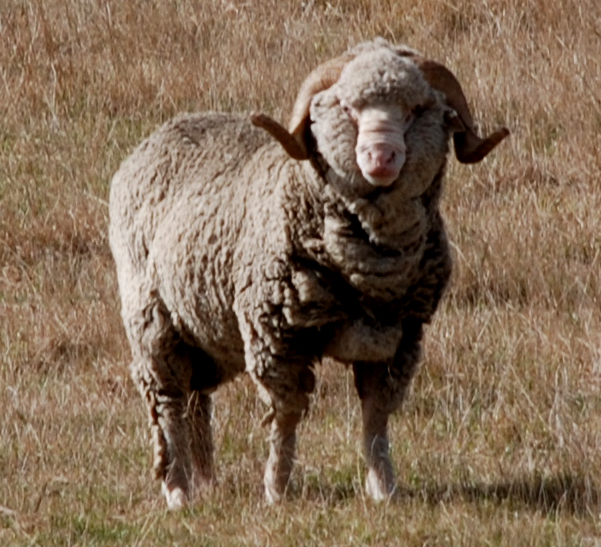
Una ovella merina de Nova Zelanda.

#### Austràlia i Nova Zelanda
Austràlia i Nova Zelanda tenen un paper crucial en la indústria ovina actual i les ovelles són un element simbòlic de la seva cultura i economia. Nova Zelanda té la proporció més alta d'ovelles per capita (hi ha dotze ovelles per cada humà) i Austràlia és el líder indiscutible de l'exportació mundial d'ovins i bovins. El 2007, Nova Zelanda fins i tot declarà el 15 de febrer com a National Lamb Day ('Dia Nacional del Xai') per commemorar la tradició de ramaderia ovina del país. La First Fleet transportà la població inicial de setanta ovelles del Cap de Bona Esperança a Austràlia el 1788. El proper transport fou de trenta ovelles de Calcuta i Irlanda el 1793. Totes les primeres ovelles portades a Austràlia s'utilitzaven exclusivament per les necessitats alimentàries de les colònies penals. Els inicis de la indústria llanera australiana foren gràcies a la visió i els esforços del Capità John Macarthur. A causa de les peticions de Macarthur, el 1797 s'importaren setze ovelles merines espanyoles el 1797, començant així la indústria ovina australiana. El 1801, Macarthur tenia mil ovelles i el 1803 exportà 111 kg de llana a Anglaterra. Actualment, Macarthur és àmpliament considerat el pare de la indústria ovina australiana.

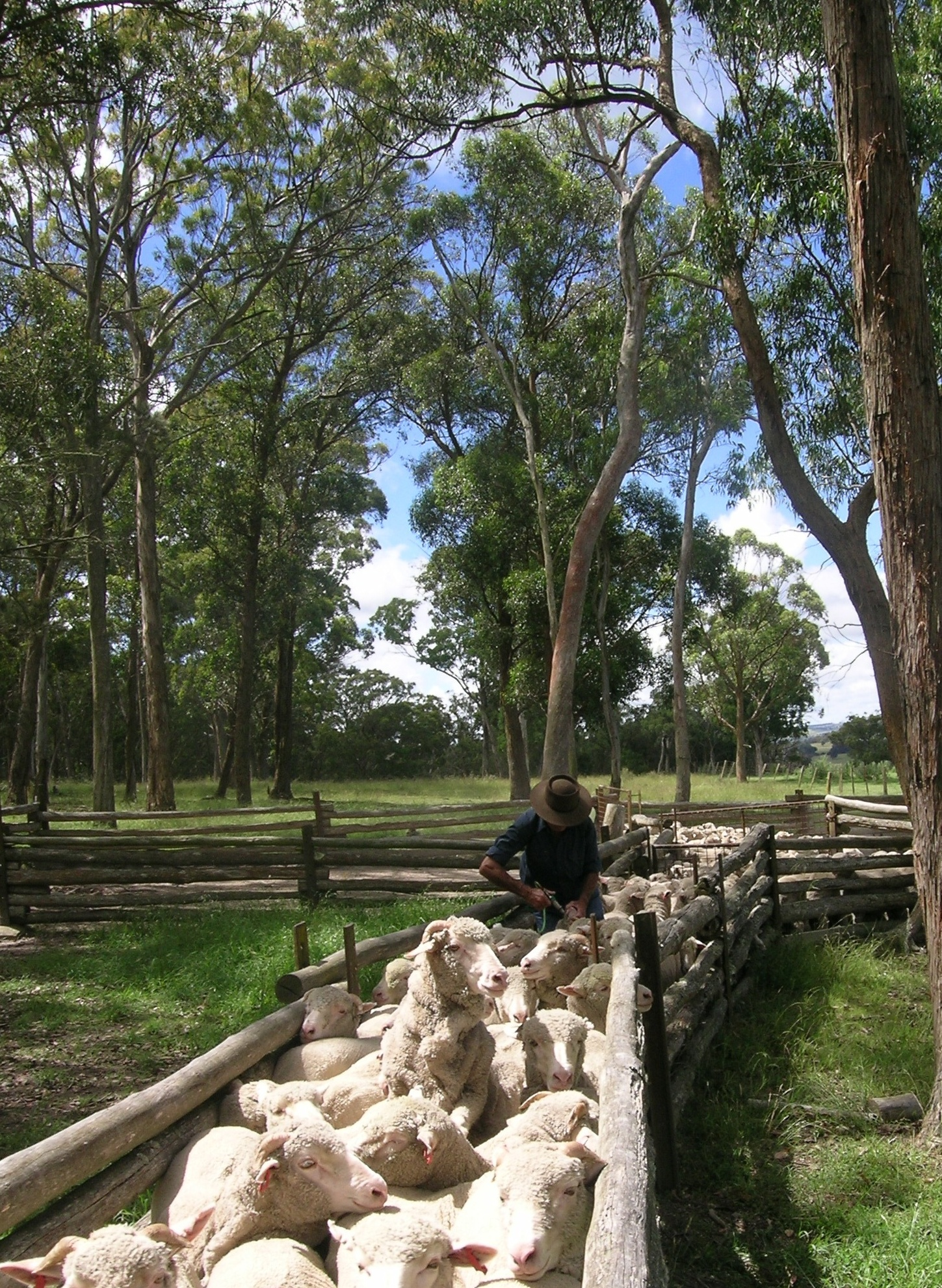
Administració d'una medicina per via oral a ovelles merines a Walcha (Nova Gal·les del Sud).

El creixement de la indústria ovina a Austràlia fou explosiu. El 1820, el continent tenia cent mil ovelles i una dècada més tard ja en tenia un milió. El 1840, només a Nova Gal·les del Sud ja hi havia quatre milions d'ovelles; en una dècada, la població augmentà a tretze milions. Malgrat que gran part del creixement en ambdós països fou gràcies al suport actiu de Gran Bretanya en el seu desig de llana, els dos països treballaren independentment per desenvolupar noves races altament productives: la Corriedale, la Coolalee, la Coopworth, la Perendale, la Polwarth, la merina de Booroola, la merina de Peppin i la merina de Poll es desenvoluparen totes a Nova Zelanda o Austràlia. La producció de llana era una indústria adequada per colònies situades lluny de la seva metròpolis. Abans de l'aparició del transport ràpid marítim i aeri, la llana era un dels pocs productes viables que no eren susceptibles a la putrefacció en el llarg viatge als ports britànics. L'abundància de terres noves i el clima hivernal més suau de la regió també contribuí al desenvolupament de la indústria llanera d'Austràlia i Nova Zelanda.
Els ramats d'Austràlia sempre han estat principalment mantinguts dins terrenys amb tanques i serveixen per produir llana extrafina per fer-ne peces de roba, així com per produir altres béns com ara carn. Els ramats de Nova Zelanda són mantinguts de manera similar als anglesos, en terrenys amb tanques i sense pastors. Tot i que la llana fou en el passat la principal font d'ingressos pels pastors d'ovelles neozelandesos, avui ho és la producció de carn.

#### Preocupacions sobre el benestar animal
La ramaderia ovina australiana és l'únic sector de la indústria d'aquest país que rep dures crítiques internacionals per les seves pràctiques. Les sheep stations d'Austràlia són esmentades a Animal Liberation, un llibre molt influent en el moviment pels drets dels animals, com a prova principal de l'autor en el seu argument contra la cria d'ovelles com a part de la ramaderia. La pràctica de tallar pell de la zona perineal de l'ovella sense anestèsia, per prevenir casos de miasi, ha estat àmpliament condemnada per ser dolorosa i innecessària. En resposta a aquestes crítiques, s'ha implementat un programa per abandonar aquesta pràctica, Nova Zelanda ja l'ha abandonat.
Gran part de la carn ovina exportada d'Austràlia són o bé animals morts congelats al Regne Unit o animals vius a l'Orient Pròxim. Transportades en petriolers reconvertits en el qual ha estat considerat com a condicions de sobrecàrrega i insegures, els països de l'Orient Pròxim tenen demanda per ovelles vives perquè compleixen els requisits del sacrifici ritual halal. Oponents de l'exportació, com ara PETA, addueixen que les ovelles exportades a països fora de la jurisdicció de les lleis contra la crueltat animal d'Austràlia són tractades amb una crueltat horrorosa i que ja existeixen instal·lacions halal a Austràlia que fan innecessària l'exportació d'animals vius. Alguns famosos i algunes companyies s'han compromès a boicotejar tots els productes ovins d'Austràlia com a forma de protesta.

## Importància econòmica
Les ovelles formen una part important de l'economia agrícola mundial. Tanmateix, el seu estatus antigament vital ha estat pres per altres animals de bestiar, especialment els porcs, pollastres i vaques. La Xina, Austràlia, l'Índia i Iran tenen actualment els ramats més grans i cobreixen la demanda de llana i carn tant local com exterior. Altres països com ara Nova Zelanda tenen ramats més petits però conserven una gran importància econòmica a nivell internacional a causa de les seves exportacions de productes ovins. Les ovelles també tenen un paper important en moltes economies locals, que poden ser vetes de mercat basades en l'agricultura orgànica o sostenible i aliments regionals. Especialment en els països en desenvolupament, aquests ramats poden formar part d'una agricultura de subsistència en lloc d'un sistema de comerç. Les ovelles mateixes poden ser moneda de canvi en les economies d'intercanvi.
Les ovelles ofereixen una ampla quantitat de matèries primeres. La llana fou un dels primers productes tèxtils, tot i que a finals del segle xx el preu de la llana començà a baixar dràsticament com a resultat de la popularitat i els baixos preus dels teixits sintètics. Per molts pastors, el cost de l'esquila és superior al possible preu de venda de la llana, fent que la subsistència basada únicament en la producció de llana sigui pràcticament impossible sense subvencions agrícoles. La llana és usada com a material per crear productes alternatius com ara aïllament de llana. Al segle xxi, la venda de productes carnis és el sector més profitós de la indústria ovina, tot i que es consumeix una quantitat de carn de be molt inferior a la carn de pollastre, de porc o de bou.
La pell d'ovella també s'utilitza per produir roba, calçat, tapissos i altres productes. Els productes derivats del sacrifici de les ovelles també tenen valor: el sèu de les ovelles es pot utilitzar per produir espelmes i sabons i els seus ossos i cartílags han estat utilitzats per decorar objectes tallats com ara daus i botons, o per crear cola d'enganxar o gelatina. Els intestins de les ovelles es poden fer servir per produir embotits i els intestins dels anyells han estat convertits en sutures quirúrgiques, així com en cordes per instruments musicals o raquetes de tennis. Fins i tot s'han esterilitzat els excrements d'ovelles i se'ls ha mesclat amb materials tradicionals de polpa per produir paper.
De tots els productes derivats de les ovelles, el més valuós és possiblement la lanolina; es tracta d'una substància greixosa i impermeable que es troba a la llana de l'ovella i que és utilitzada com a base per incomptables cosmètics i altres productes.
Alguns dels pastors d'ovelles també treuen benefici d'ovelles vives. El subministrament de xais per programes juvenils com ara 4-H o les competicions en salons de l'agricultura solen ser un camí fiable per la venda d'ovelles. Alguns grangers poden concentrar-se en una determinada raça d'ovelles per tal de vendre animals de pedigrí registrats, així com oferir un servei de lloguer de marrans per l'aparellament. Una nova opció per treure profit de les ovelles vives és el lloguer de ramats per pasturar; aquests «serveis de tallagespes» serveixen per mantenir a ratlla les plantes no desitjades en espais públics i per reduir el perill d'incendis.
Malgrat la caiguda de la demanda i el preu dels productes ovins en molts mercats, les ovelles tenen avantatges econòmics distints quan se les compara amb altres animals de bestiar. No requereixen els habitatges cars que s'utilitzen en l'agricultura intensiva de pollastres o porcs. Representen un ús eficaç de la terra; aproximadament sis ovelles poden subsistir a la superfície de terra que necessitaria una única vaca o un sol cavall. Les ovelles també poden consumir plantes, com ara bé herbes nocives, que els altres animals no toquen i produeixen més cries a un ritme més ràpid. A més, en comparació a la majoria d'animals de bestiar, el cost de criar ovelles no està necessàriament lligat al preu de grans que es fan servir d'aliment com ara els cereals, la soia o el blat de moro. Juntament amb el cost relativament inferior de les ovelles de qualitat, aquests factors es combinen per crear un cost fix inferior pels ramaders d'ovelles, oferint un potencial de rendibilitat pel granger petit. Les ovelles són especialment beneficioses pels productors independents, incloent-hi les granges familiars amb recursos limitats, car la indústria ovina és un dels pocs tipus de ramaderia que no ha estat integrada verticalment per l'agroindústria.

## Aliments d'origen oví

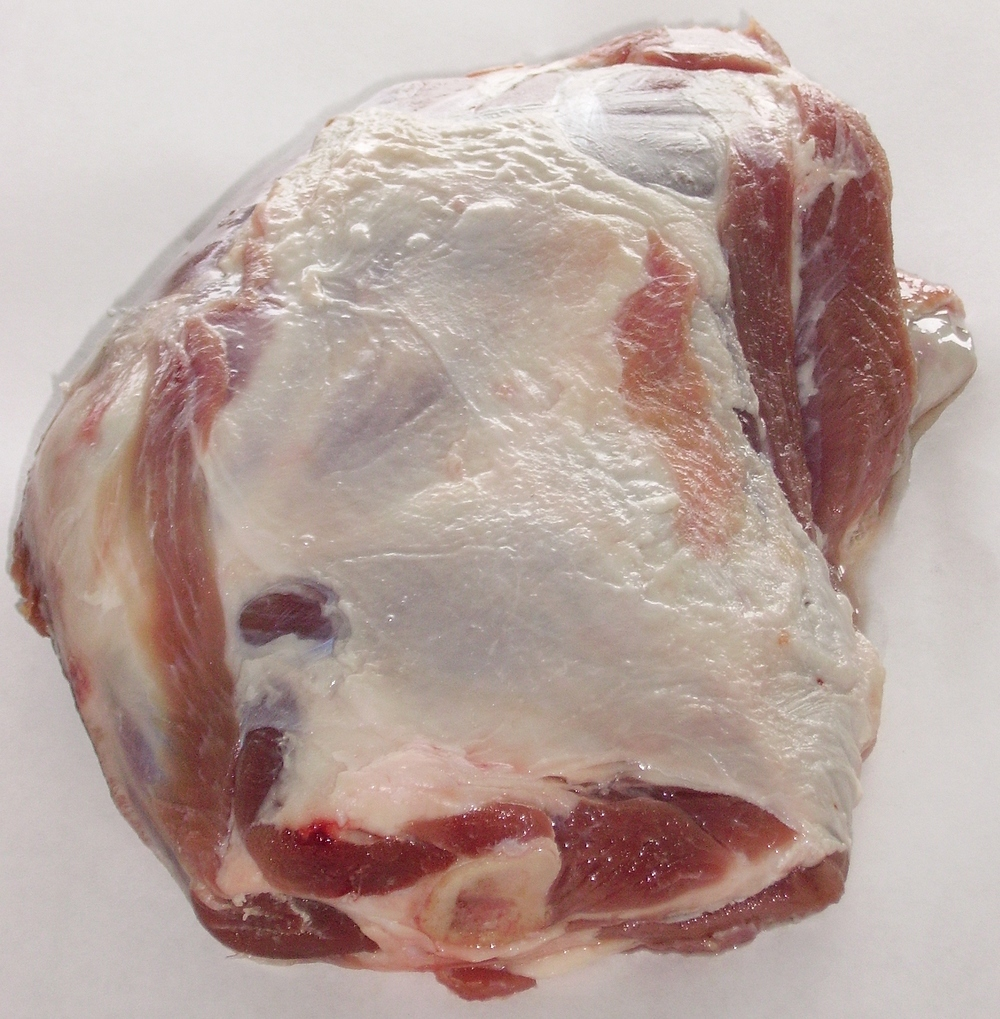
Espatlla de xai

La carn i la llet de les ovelles foren uns dels primers aliments rics en proteïnes consumits pels humans després de la transició d'una societat de caça i recol·lecció a una societat agrícola. La carn d'ovella pot rebre el nom de carn de be, corder o xai.
Al segle xxi, els països amb el consum més alt de carn de be són els estats del Golf Pèrsic, Nova Zelanda, Austràlia, Grècia, l'Uruguai, el Regne Unit i Irlanda. Aquests països tenen un consum d'entre tres i divuit quilograms de carn de be per capita per any. La carn de be també és popular a França, Àfrica (especialment el Magrib), el Carib, la resta del Pròxim Orient, l'Índia i parts de la Xina. Això reflecteix sovint un passat de cria d'ovelles. En aquests països en particular, els plats que proposen talls alternatius o despulles poden ser populars o tradicionals. Els testicles d'ovella – denominats turmes – són considerats una llaminadura en molts llocs del món. Possiblement, el plat de carn de be més infame és el haggis escocès, que consisteix a cuinar les vísceres d'una ovella dins el seu estómac. En comparació, països com els Estats Units consumeixen menys de mig quilogram per any de carn de be, mentre que mengen uns vint-i-dos quilograms de carn de porc i seixanta-cinc de carn de bou. A més, aquests països rarament mengen carn de be i poden preferir les parts més cares del xai: principalment les llonzes o la cuixa.
Tot i que es podria haver begut llet d'ovella a l'antiguitat, actualment se l'usa sobretot per produir formatges i iogurts. Les ovelles només tenen dues mamelles i produeixen una quantitat de llet molt inferior a la de les vaques. Tanmateix, com que la llet ovina conté molt més greix, sòlids de la llet i minerals que la llet bovina, és ideal per produir formatge. També és resistent a la contaminació durant el refredament gràcies al seu alt contingut en calci. Els formatges cèlebres fets de llet ovina inclouen el feta de Grècia, el roquefort de França, el manxego d'Espanya, el Pecorino Romano (la paraula italiana per dir «ovella» és pecora) i la Ricotta d'Itàlia. També es poden produir iogurts a partir de la llet d'ovella, especialment alguns tipus de labneh. Molts d'aquests productes es fan actualment amb llet de vaca, especialment fora dels seus països d'origen. La llet d'ovella conté un 4,8% de lactosa, que pot afectar els que tenen intolerància a la lactosa.
El xai és una de les carns més preuades a la cuina catalana. És, per exemple, un dels «quatre bisbes» presents a l'escudella i carn d'olla de Nadal. Les costelles se solen menjar fregides, a la planxa o a la brasa, de vegades acompanyades d'allioli. Una costellada és una mena de barbacoa popular o familiar on es couen diverses carns, sovint costelles de xai. Aquestes poden ser presents també a calçotades i altres àpats similars. Els menuts del xai també són molt apreciats, s'usen per a fer tripa i pota, tripes, freginat, girella, etc.
A altres cultures també es menja en forma de sanganhèta, mandonguilles, mussaca, mexui, llonganissa, botifarra (merguez, per exemple), xauarma, giuvetsi, haggis, pastítsio, etc.

### Marca Q

Logotip marca Q

La carn de xai de Catalunya pot adherir-se al segell alimentari Marca Q de qualitat alimentària, certificació oficial atorgada pel Departament d'Agricultura, Ramaderia, Pesca i Alimentació de la Generalitat de Catalunya regulada per l'ordre de 21 de gener de 1999.
La carn de xai emparada sota aquest distintiu prové d'animals de races ovines càrnies que estiguin incloses en el catàleg oficials de races d'Espanya. Si els animals han nascut a l'explotació on posteriorment seran engreixats, s'indicarà a l'etiquetatge de la carn el terme «Xai Ramat». Si els animals no han nascut a l'explotació d'engreix s'indicarà el terme «Xai d'Engreix». En aquest últim cas, l'entrada dels animals a l'explotació serà entre les 4 i 7 setmanes i hauran de tenir un període d'engreix superior als 30 dies.
L'alimentació per al Xai Ramat serà el pinso i la llet materna i en cas de Xai d'Engreix, només amb pinso. En ambdós casos el pinso estarà elaborat amb matèries primeres de qualitat a més de palla o farratges.
Les canals aniran identificades amb una etiqueta, on figurarà a més de la Marca Q, la data del sacrifici, el número d'identificació de la canal, la marca de l'explotació ramadera, el pes i el nom de l'empresa adjudicatària. En cas d'especejament, la cuixa, l'espatlla i el costellam portaran un precinte on figurarà el logotip de la Marca Q, l'empresa adjudicatària i un número d'identificació. I en el cas que la carn es vengui filetejada i envasada hi haurà a l'envàs una etiqueta amb un número seriat, el logotip de la Marca Q i el nom de l'empresa adjudicatària.

## En la ciència

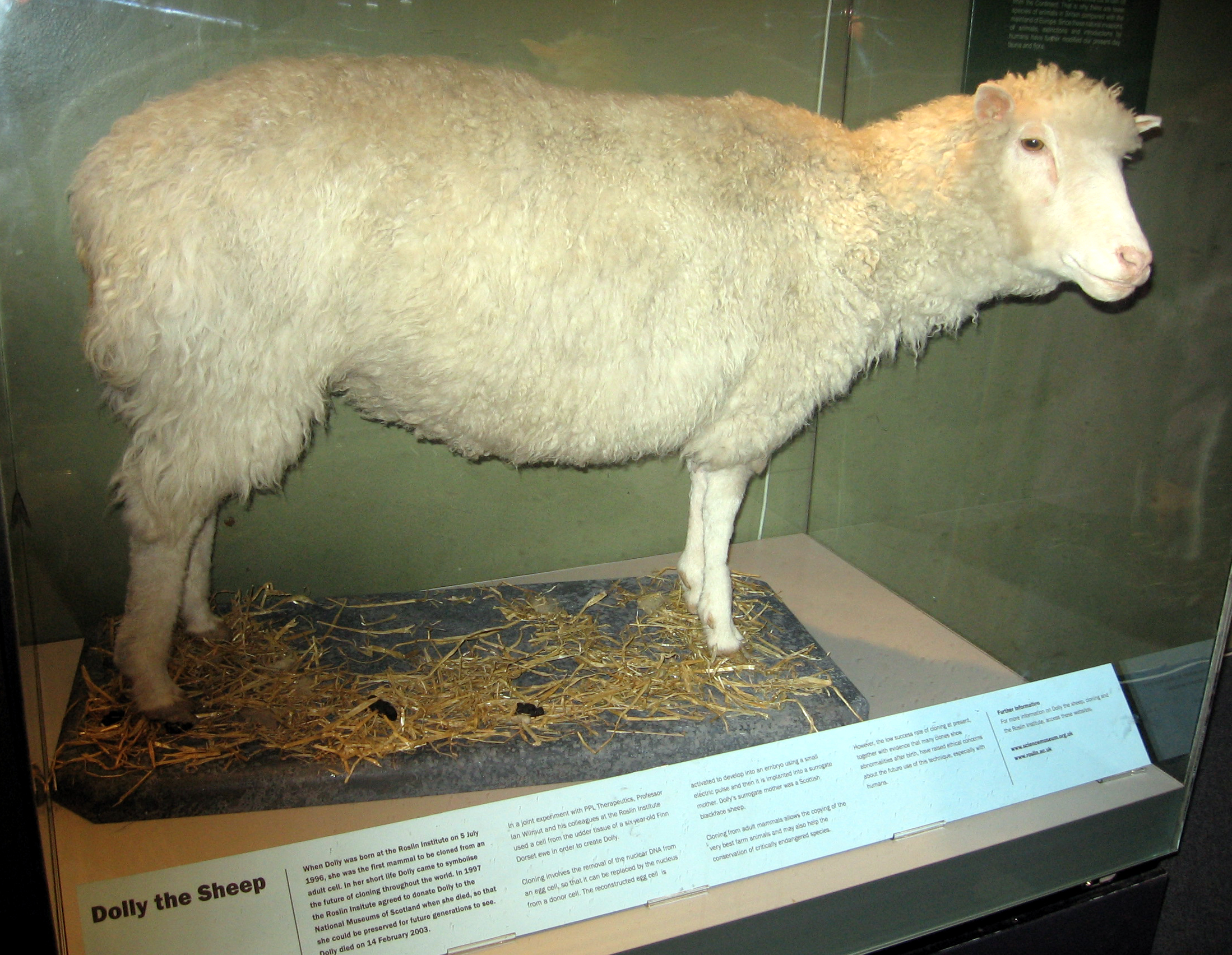
L'ovella clonada Dolly fou una fita científica.

En general, les ovelles són massa grans i es reprodueixen massa lentament com per ser objectes d'investigació ideals, de manera que no són un organisme model comú. Tanmateix, han tingut un paper clau en alguns camps de la ciència. En particular, el Roslin Institute d'Edimburg utilitzà ovelles per una investigació genètica que produí resultats innovadors. El 1995, dues ovelles anomenades Megan i Morag foren els primers mamífers a ser clonats a partir de cèl·lules diferenciades. Un any més tard, una Dorset Finlandesa anomenada Dolly fou el primer mamífer a ser clonat a partir d'una cèl·lula somàtica adulta. Posteriorment, Polly i Molly foren els primers mamífers a ser a la vegada clònics i transgènics. El 2008, encara no s'ha seqüenciat la totalitat del genoma oví, tot i que se n'ha publicat un mapa genètic detallat, i s'ha produït un esborrany del genoma complet a partir de l'assemblatge de seqüències d'ADN de les ovelles utilitzant informació dels genomes d'altres animals.
En l'estudi de la selecció natural, la població d'ovelles Soay que queda a l'illa d'Hirta ha estat utilitzada per investigar la relació entre la mida corporal i el color i l'èxit en la reproducció. Les ovelles Soay poden ser de diversos colors diferents i els investigadors exploraren per què les ovelles més grans i negres declinaven; aquest fet contradeia la regla que diu que els membres més grans d'una població tendeixen a tenir més èxit en la reproducció. Les Soays salvatges d'Hirta són especialment útils com a objectes d'investigació perquè estan aïllades.
Les ovelles són uns dels pocs animals dels quals s'ha examinat la base molecular de la diversitat de preferències sexuals dels mascles. Tanmateix, aquesta investigació és controvertida i ha rebut molta publicitat un estudi de l'Oregon Health and Science University que investigà els mecanismes que causen homosexualitat en els marrans. Organitzacions com ara PETA dugueren a terme una campanya contra l'estudi, acusant els científics d'intentar curar l'homosexualitat en les ovelles. L'OHSU i els científics implicats refutaren amb vehemència aquestes acusacions.
.

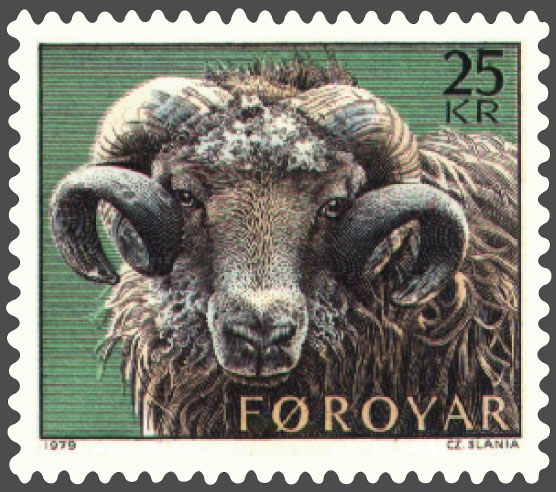
Un segell de les Illes Fèroe del 1979 fet per Czesław Słania. Les ovelles són l'animal heràldic de les Illes Fèroe

A vegades s'utilitzen ovelles en la investigació mèdica, especialment per la investigació de la fisiologia cardiovascular, en àrees com ara la hipertensió arterial o la insuficiència cardíaca. Les ovelles embarassades també són un model útil per la gestació humana, i se les ha utilitzat per investigar els efectes de la malnutrició i la hipòxia en el desenvolupament del fetus. En la ciència comportamental, les ovelles han estat utilitzades en casos aïllats per estudiar el reconeixement facial, car el seu procés mental de reconeixement és qualitativament similar al dels humans.

## Religió i folklore
El simbolisme i els rituals religiosos amb ovelles començaren amb algunes de les primeres religions: els cranis de marrans (juntament amb bous) ocupaven un lloc central als templets del poblat de Çatalhöyük al 8000 aC. A la mitologia egípcia, el marrà era el símbol de diversos déus: Chnum, Heryshaf i Ammon (en la seva encarnació com a déu de la fertilitat). Altres deïtats que a vegades són representades amb trets dels marrans inclouen: Ishtar, el déu fenici Baal i el déu babiloni Ea-Oannes. També hi ha moltes referències a les ovelles a l'antiga Grècia. La llegenda del Chrysomallos, el marrà amb el velló d'or, encara s'explica avui en dia.

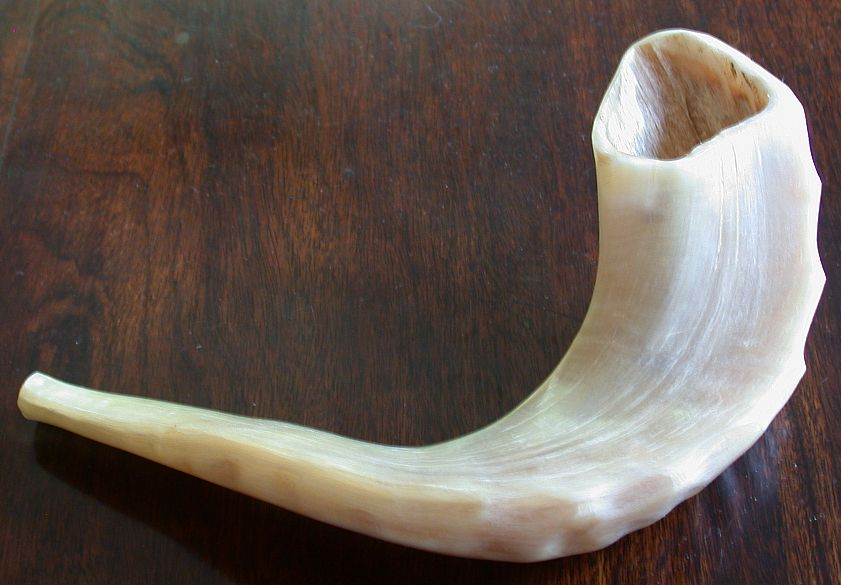
Un xofar fet de banya de marrà

Les ovelles tenen un paper important en totes les religions abrahàmiques; Abraham, Isaac, Jacob, Moisès i el Rei David eren tots pastors. Les ovelles també són els primers animals mencionats a l'Antic Testament. Segons el relat del Sacrifici d'Isaac, un marrà fou sacrificat com a substitut d'Isaac després que un àngel aturés la mà d'Abraham. L'Eid al-Adha és un festival anual important de l'islam, en què se sacrifiquen xais (o altres animals) en commemoració d'aquest fet. Els grecs i els romans també sacrificaven ovelles regularment en pràctiques religioses i antigament els jueus també sacrificaven ovelles com a part del Korban. Els símbols ovins – com ara el Plat del Seder i la sonada cerimonial d'un xofar – encara són presents en les tradicions jueves modernes. En el cristianisme, una congregació sol rebre el nom de ramat i els corders són un element de la iconografia cristiana del naixement de Jesús. Molts sants cristians són considerats patrons de les ovelles i els pastors. Crist també és representat com el xai de sacrifici de Déu (Agnus Dei) i les celebracions de la Pasqua a Grècia i Romania solen incloure un àpat de xai pasqual.
Astrològicament, el marrà és el primer signe del zodíac occidental, en què és conegut com a Àries. L'ovella també és el vuitè dels nou animals associats amb el cicle de dotze anys del zodíac xinès, relacionat amb el calendari xinès. A Madagascar no es menjaven ovelles car es creia que eren l'encarnació de les ànimes dels avantpassats.

## Aspectes culturals
Comptar ovelles sovint és esmentat com a tècnica útil per provocar la son, cosa que ha esdevingut una icona cultural i que apareix literal o parodiada en multitud d'obres, com per exemple a Somien els androides amb ovelles elèctriques?. També és per aquest motiu que apareixen en cançons infantils de bressol, tot i que no sembla que hi hagi una base científica per aquest efecte somnífer.
A la literatura simbolitzen la feblesa i la docilitat, en contrast amb el llop astut que personifica el mal (especialment a la faula). L'expressió «llop amb pell d'ovella», present en diversos idiomes, seria una metàfora per parlar de la hipocresia o la falsedat, una persona que es disfressa de feble o innocent per aconseguir els seus fins moralment reprovables.
Un altre símbol propi de la ficció és el caràcter gregari de l'animal. L'ovella és vista aleshores com a animal poruc i sense autonomia, que depèn del grup, com a Rebel·lió a la granja de George Orwell.
Com que les ovelles tendeixen a ser blanques i les ovelles negres són les que se surten de la norma, l'expressió «ovella negra» ha passat a ser d'ús corrent per referir-se a persones estigmatitzades per ser diferents. Es creu que anteriorment hi havia més ovelles negres, però es va fer una tria quan es començà a fer servir la llana, car la de les ovelles blanques era més fàcil de tenyir.